# John William Godward
John William Godward (9 août 1861 – 13 décembre 1922) est un peintre anglais de la fin de la période pré-raphaélite et néo-classique. Il était un protégé de Sir Lawrence Alma-Tadema, et son style est tombé en désuétude avec l'avènement de peintres comme Picasso. Il s'est suicidé à 61 ans.
Godward était un peintre néo-classique victorien, et donc, en principe, dans la lignée de Frederic Leighton. Cependant, son style est plus proche de celui de Lawrence Alma-Tadema, avec qui il partage un penchant pour l'utilisation dans ses peintures d'éléments d'architecture classique, en particulier de constructions en marbre.

## Biographie

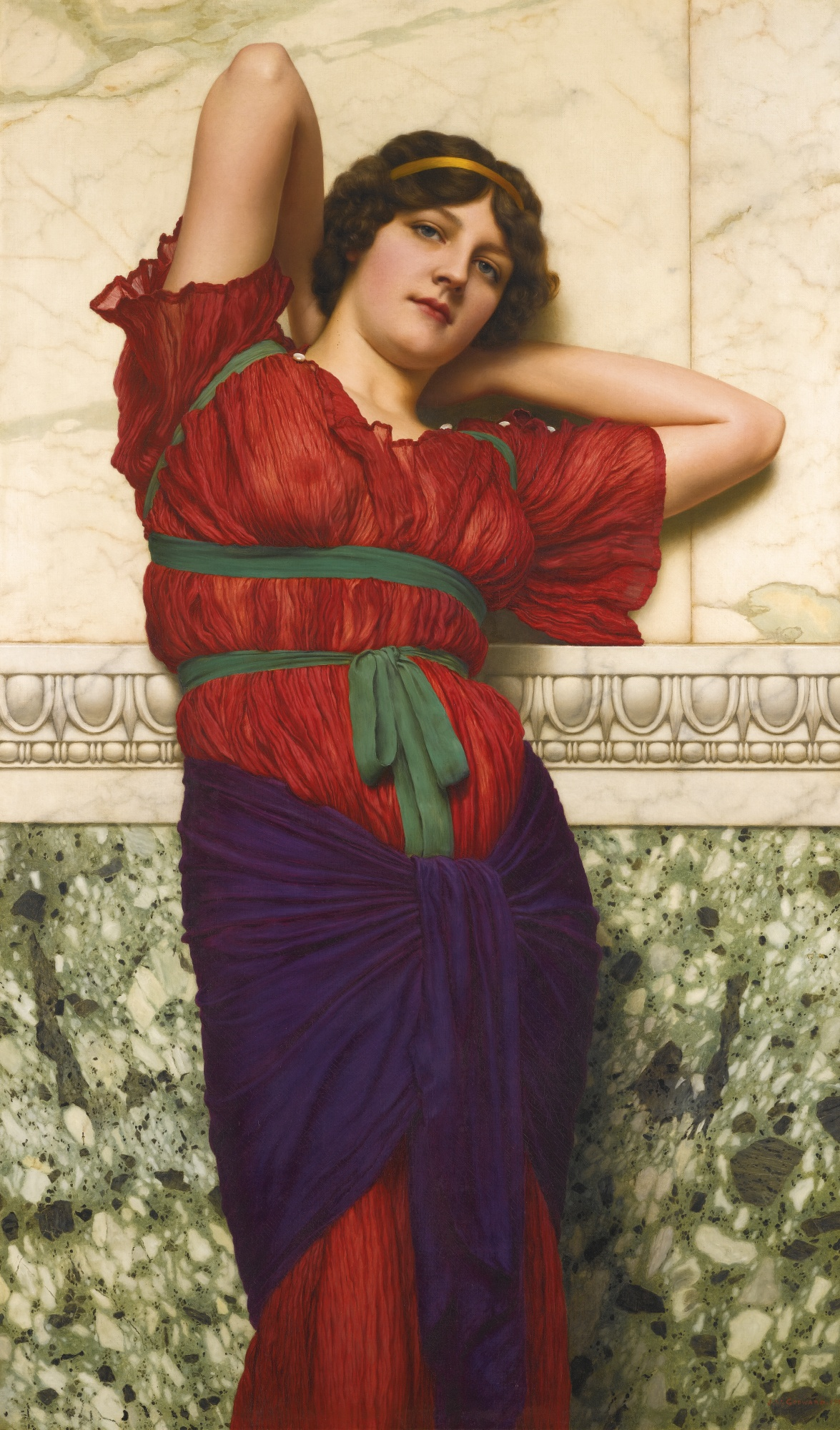
Contemplation (1922), dernier tableau peint par Godward.

John William Godward naît en 1861 à Battersea, un quartier de Londres, dans une famille bourgeoise au train de vie confortable qui voit d'un mauvais œil son projet de se diriger vers une carrière artistique.
A Yellow Turban est sa première toile exposée publiquement à l'occasion de l'exposition d'été de la Royal Academy en 1887 ; il continue à y exposer jusqu'en 1905, date après laquelle il vend ses œuvres via des intermédiaires privés.
Un premier voyage en Italie en 1904-1905, sans doute dans la région de Naples, lui laisse une très forte impression : il est notamment très marqué par sa visite de Rome et des ruines de Pompéi. Il retourne s'installer en Italie quelques années plus tard, en 1911, alors qu'il atteint le sommet de sa carrière,. Beaucoup de ses tableaux sont peints depuis le jardin de la villa Guarienti-Brenzone à Punta San Vigilio, dans la province de Vérone. On peut citer  The Quiet Pet, The Signal, Idleness, Youth and Time ou  In the Days of Sappho où l'on reconnaît parfaitement l'un des bustes du belvédère aux douze Césars. Il y reste dix années puis, se sentant trop isolé, revient en Angleterre en 1921. Il y peindra encore cinq toiles avant de se donner la mort ; son ultime tableau, qui est aussi l'un des tout derniers du mouvement néo-classique britannique, reçoit le titre de Contemplation.
À la suite de son suicide en 1922, la famille de John William Godward brûle tous ses papiers et documents, ce qui laisse peu d'éléments pour reconstituer sa biographie.

## Style
Godward est l'un des ultimes représentants de l'école néo-classique, dans la lignée de Lawrence Alma-Tadema en particulier. Sa carrière eut beaucoup à souffrir du désintérêt croissant du public du début du XXe siècle pour la peinture de genre gréco-romaine.
Il fait preuve de beaucoup d'habileté dans le rendu des textures (notamment du marbre) et des étoffes, ainsi que dans les dispositions de formes pour parvenir à un ensemble esthétique. Ses tableaux sont consacrés avant tout à exalter la beauté féminine, sans charge narrative ni émotive.

## Œuvres

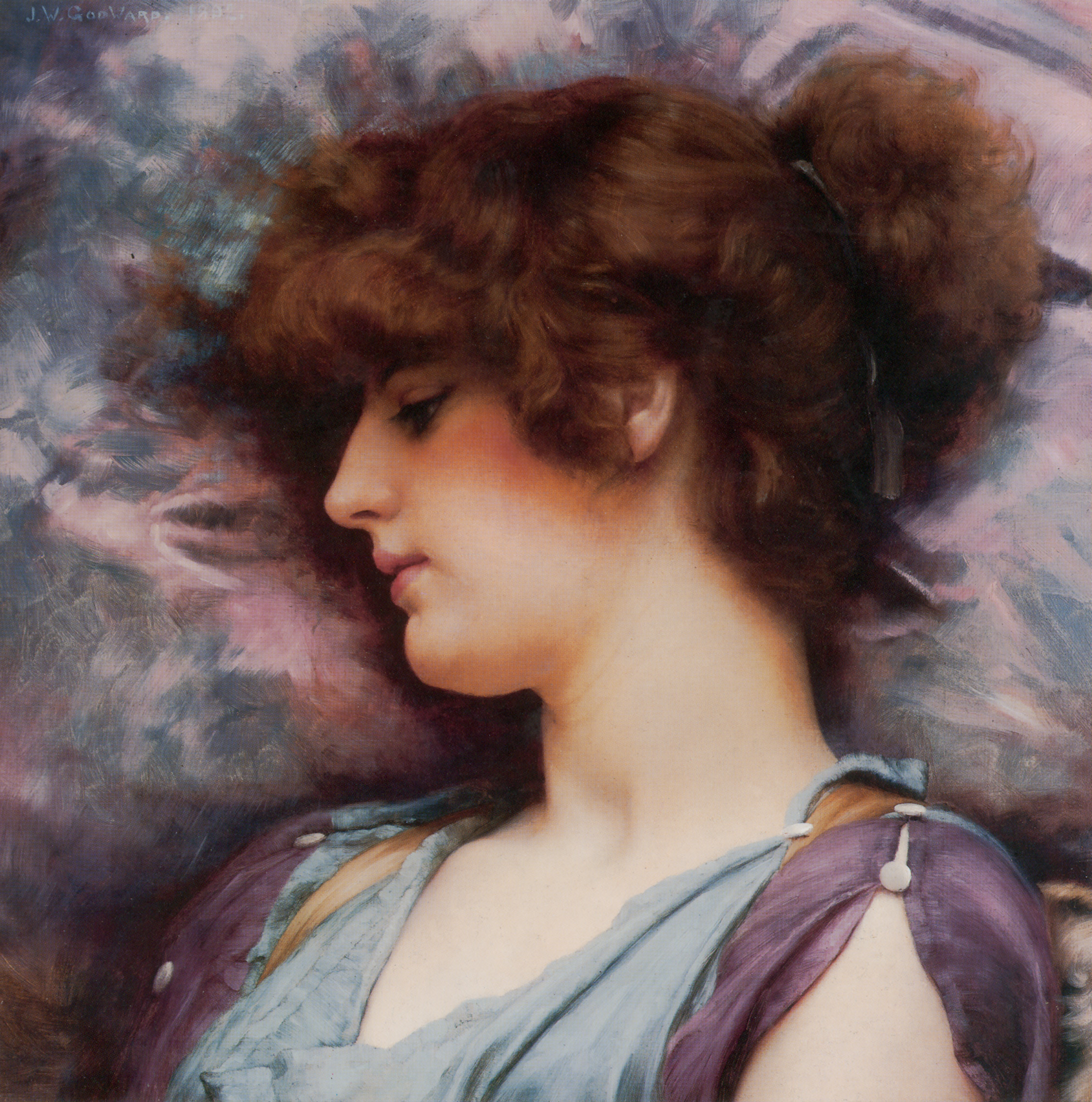
Far Away Thoughts, 1892
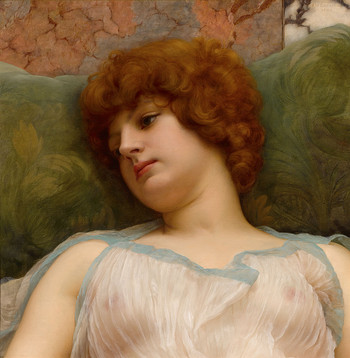
Idle Moments, 1895
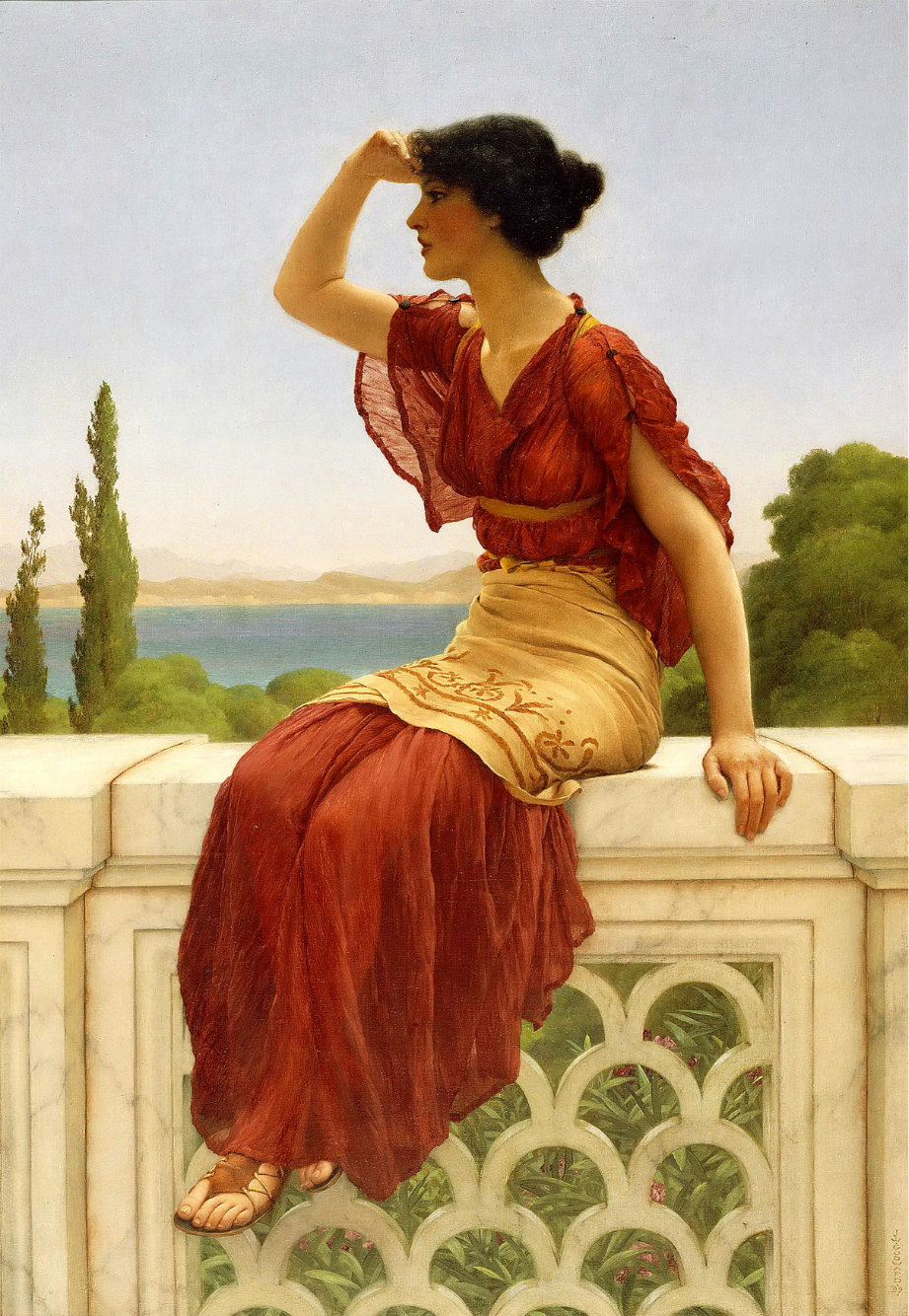
The Signal, 1899
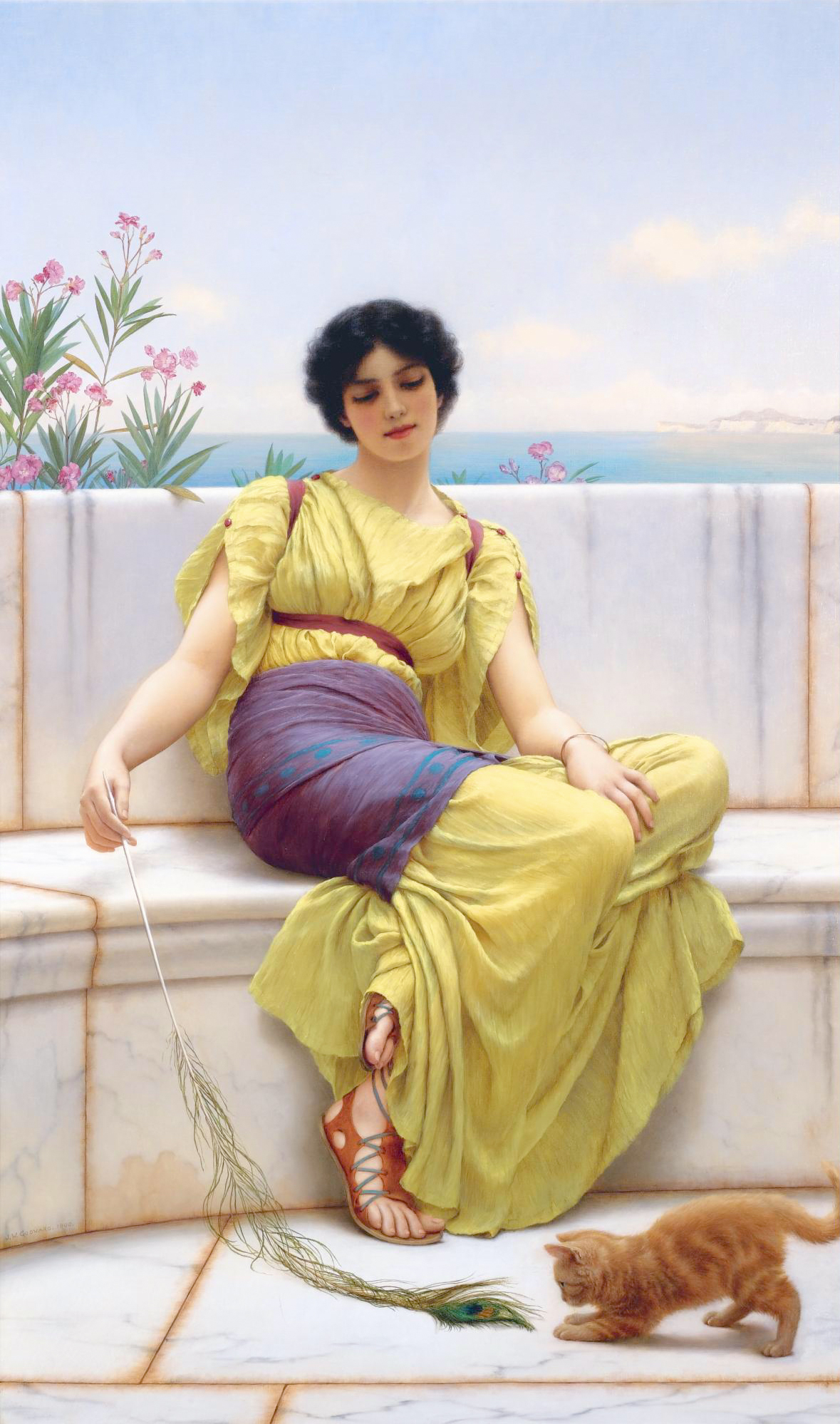
Idleness, 1900
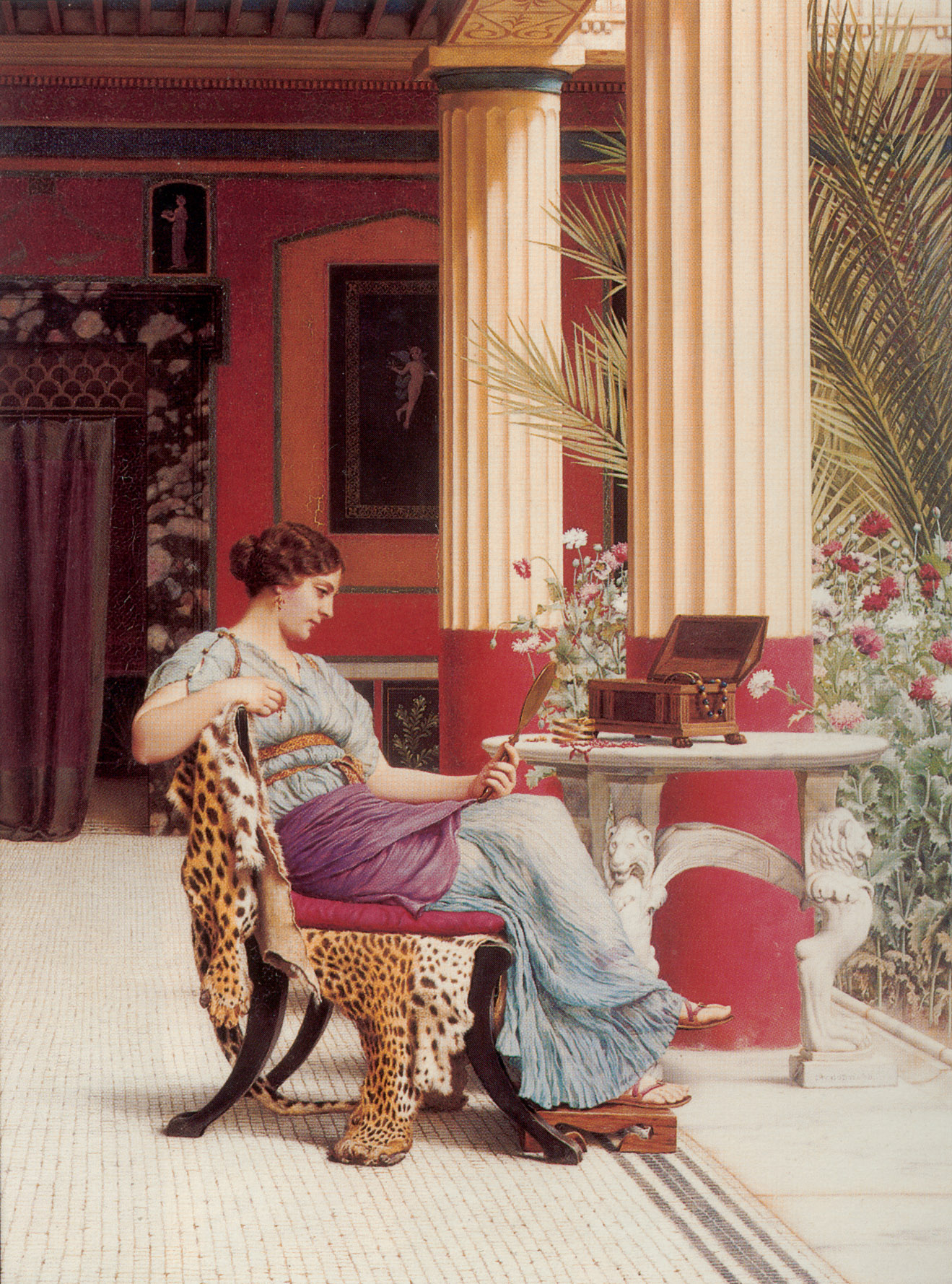
The Jewel Casket, 1900
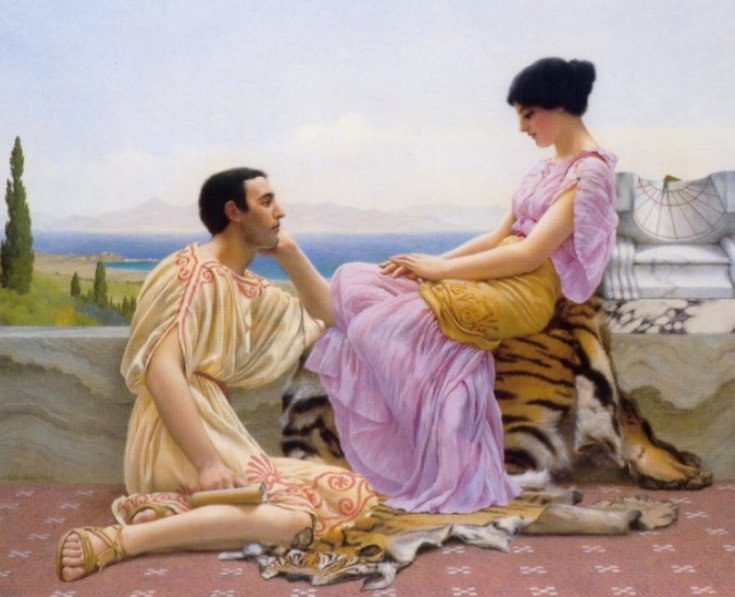
Youth and Time, 1901
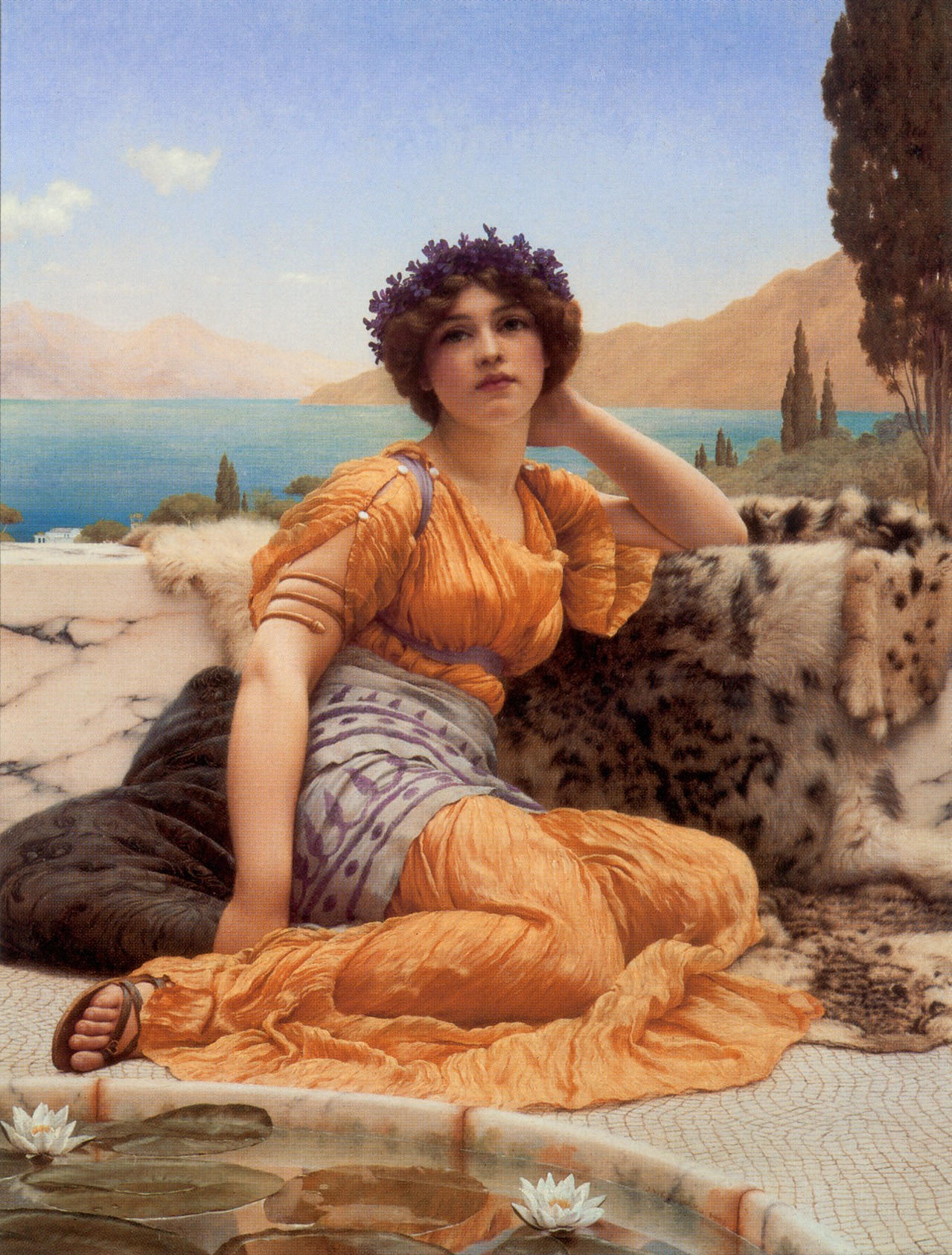
With Violets Wreathed and Robe of Saffron Hue, 1902
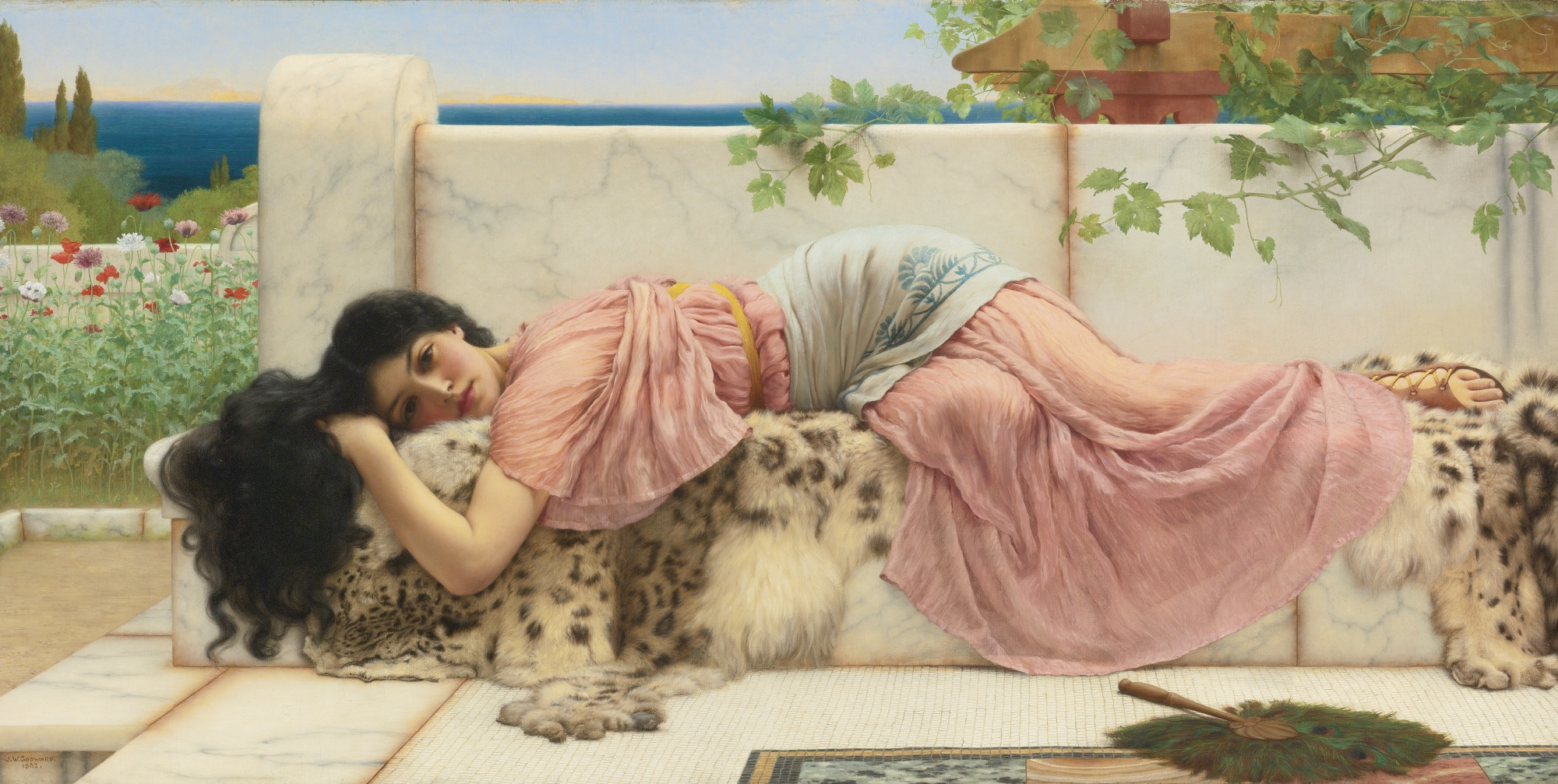
When the heart is young, 1902
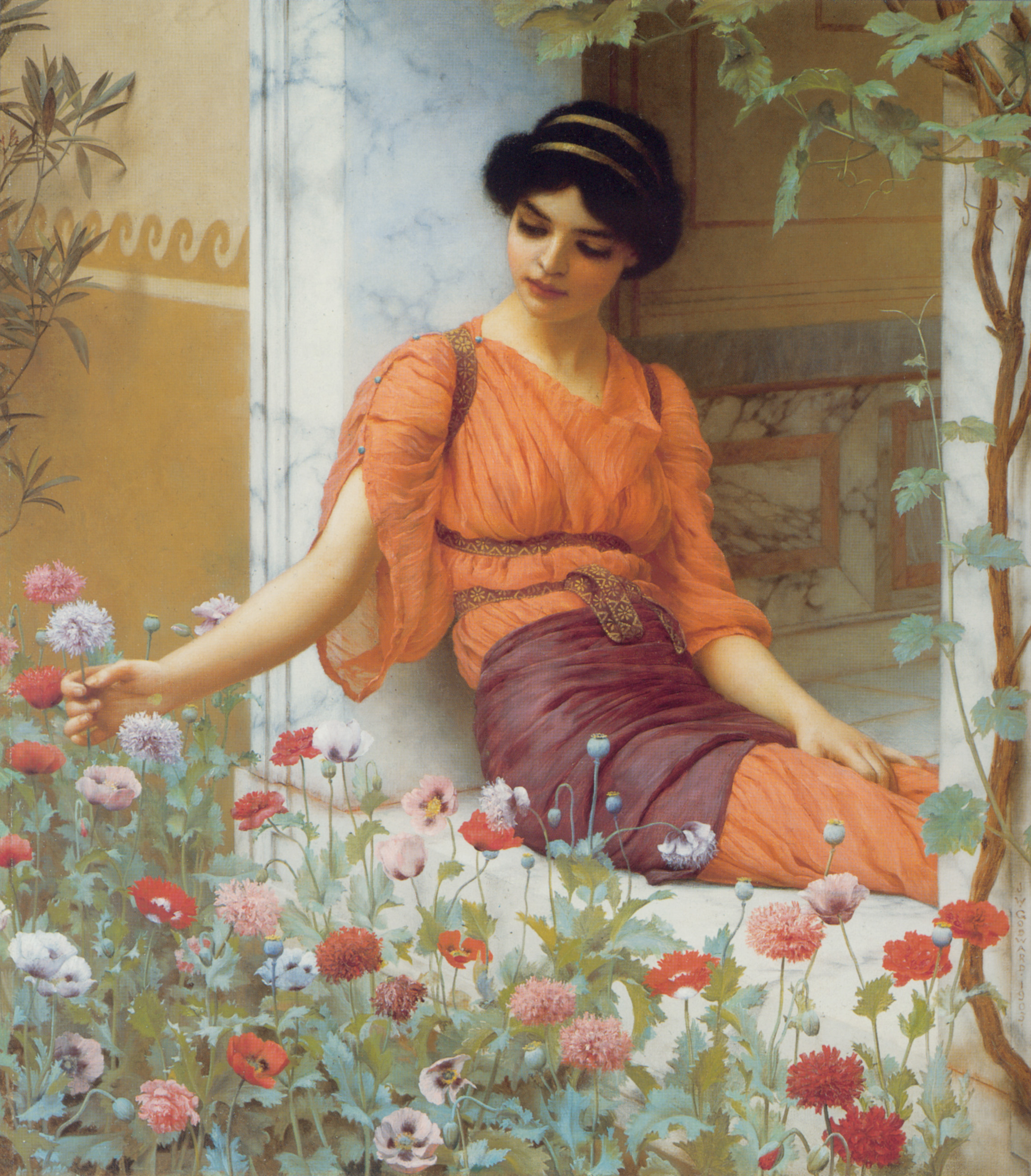
Summer Flowers, 1903
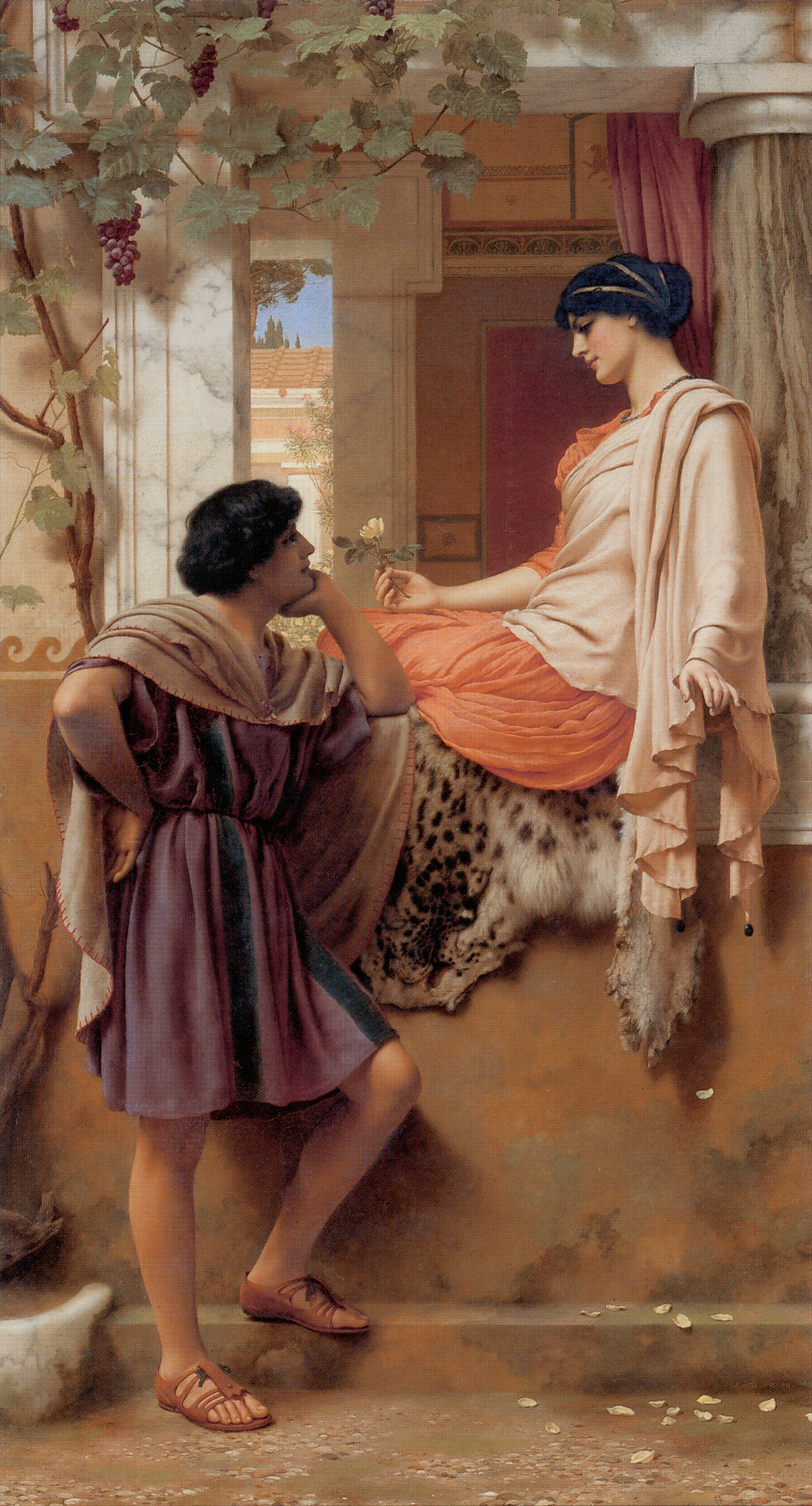
The Old Old Story, 1903
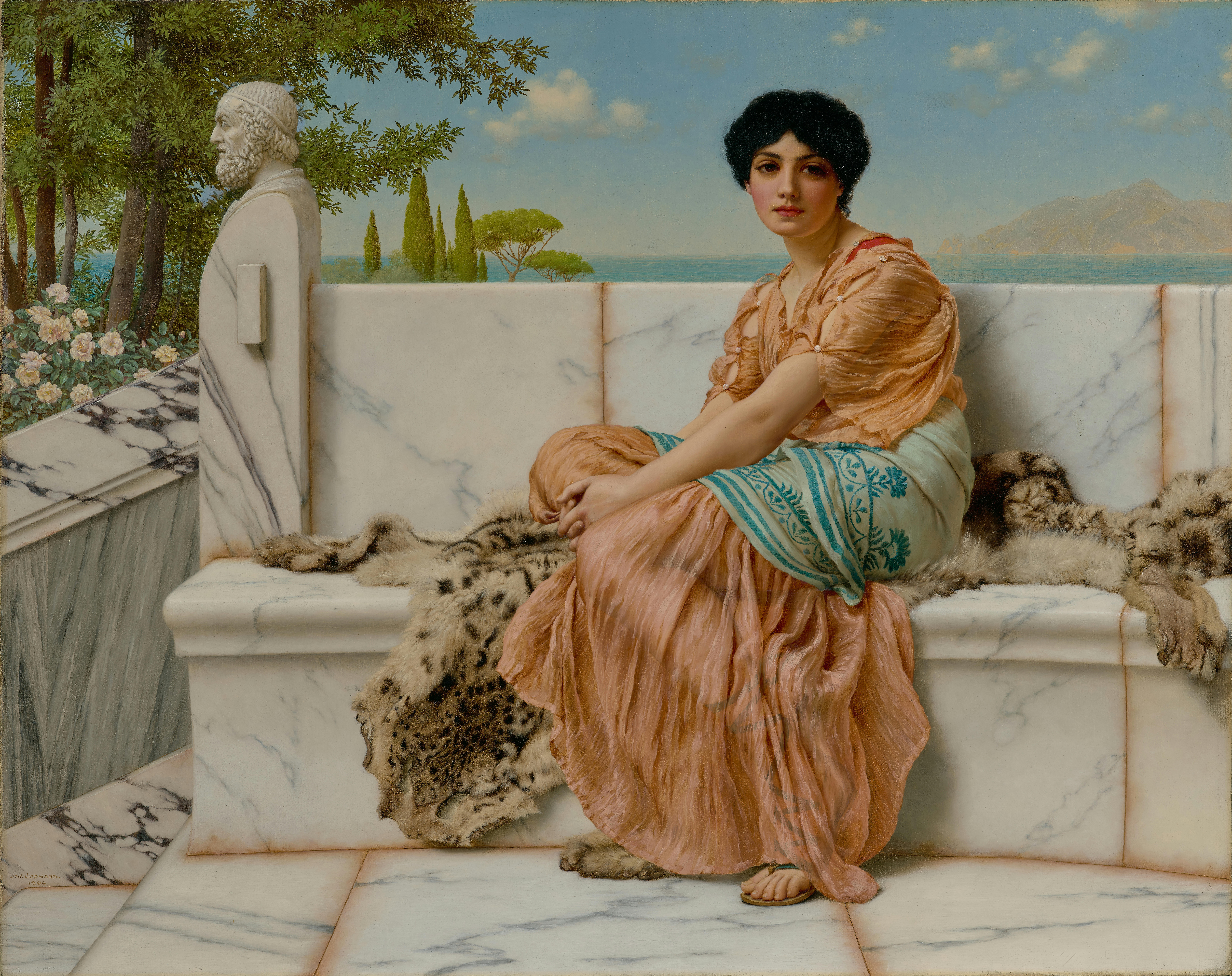
In the Days of Sappho, 1904
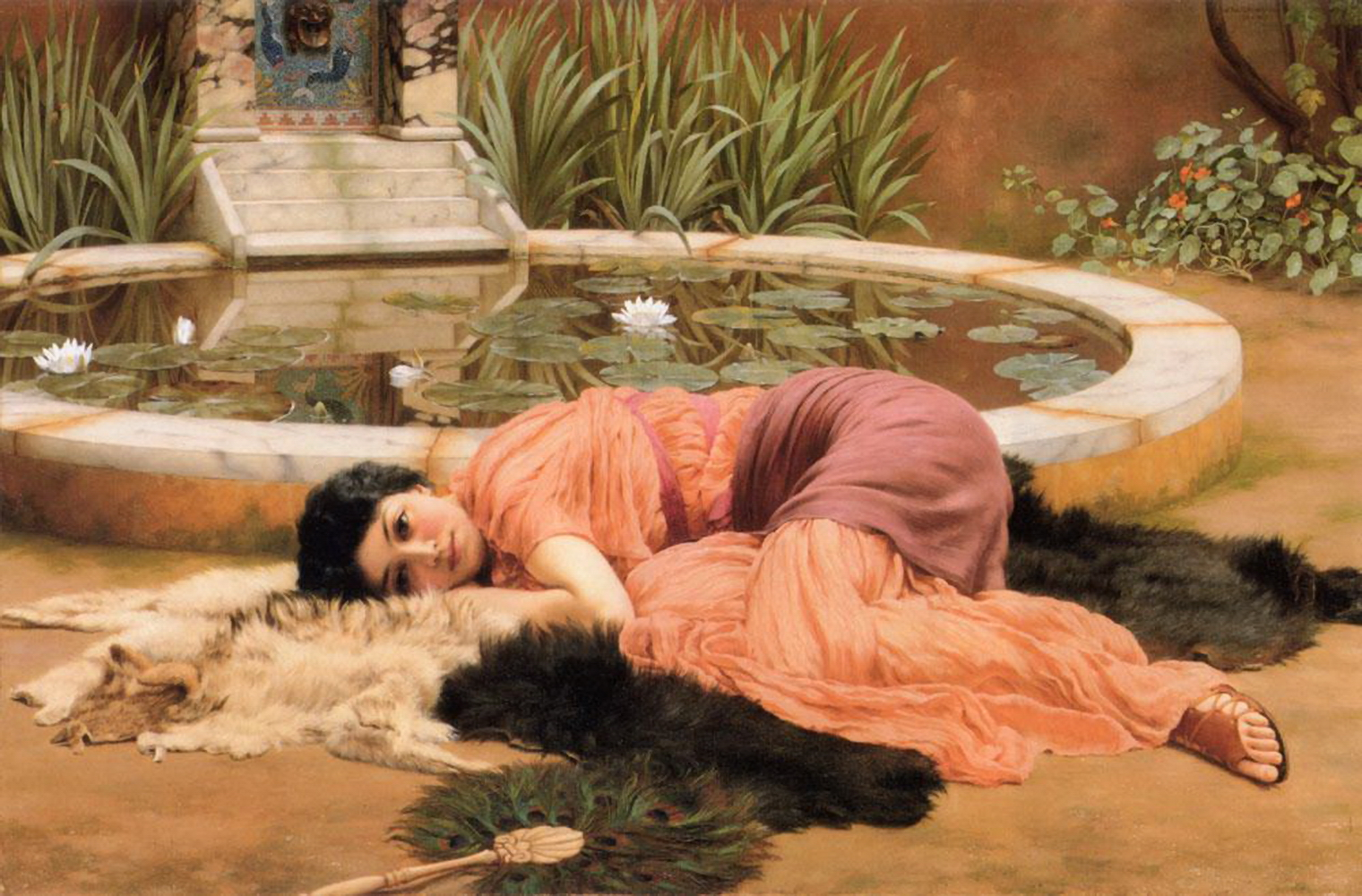
Dolce far Niente, 1904
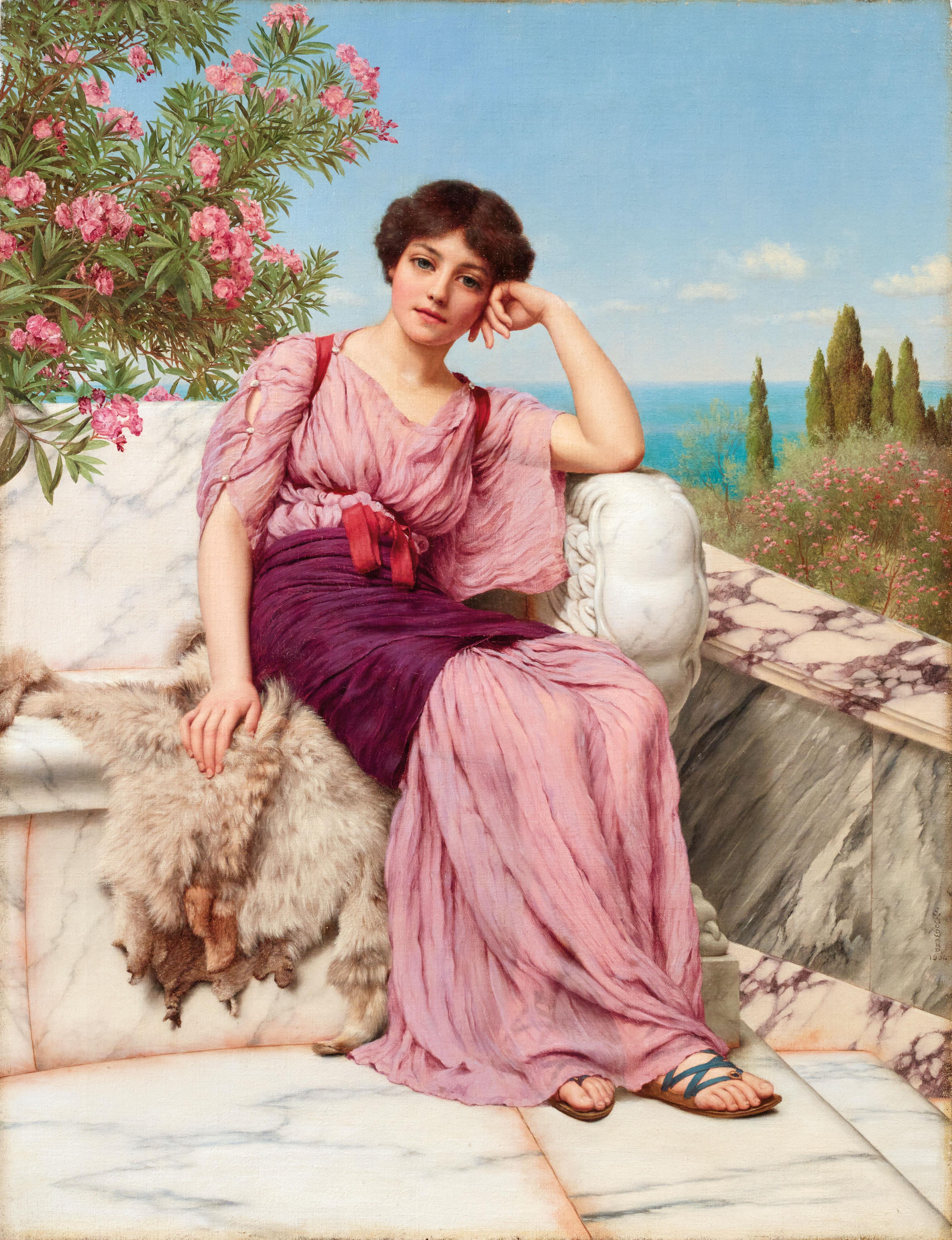
Sweet Dreams, 1904
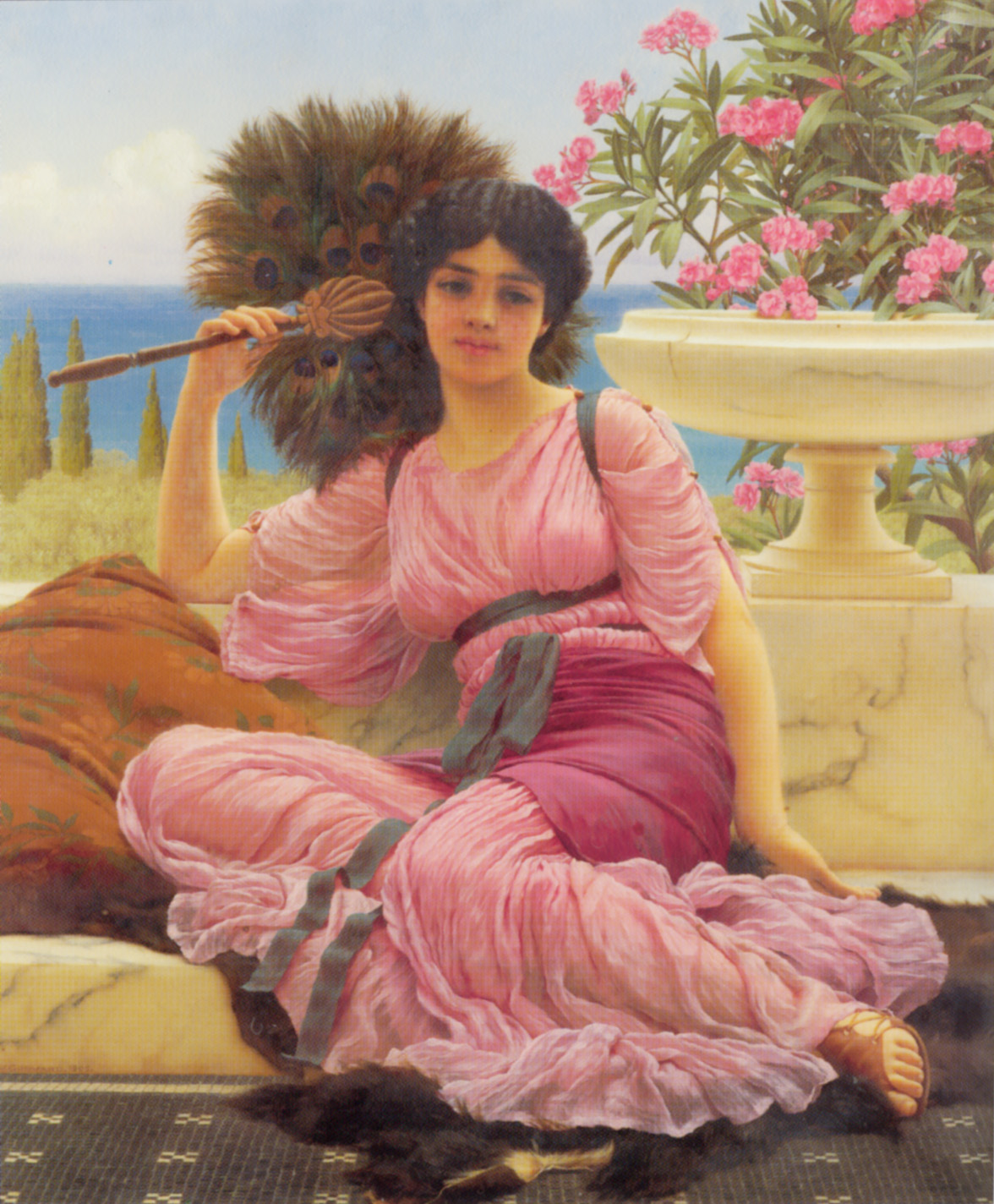
Flabellifera, 1905
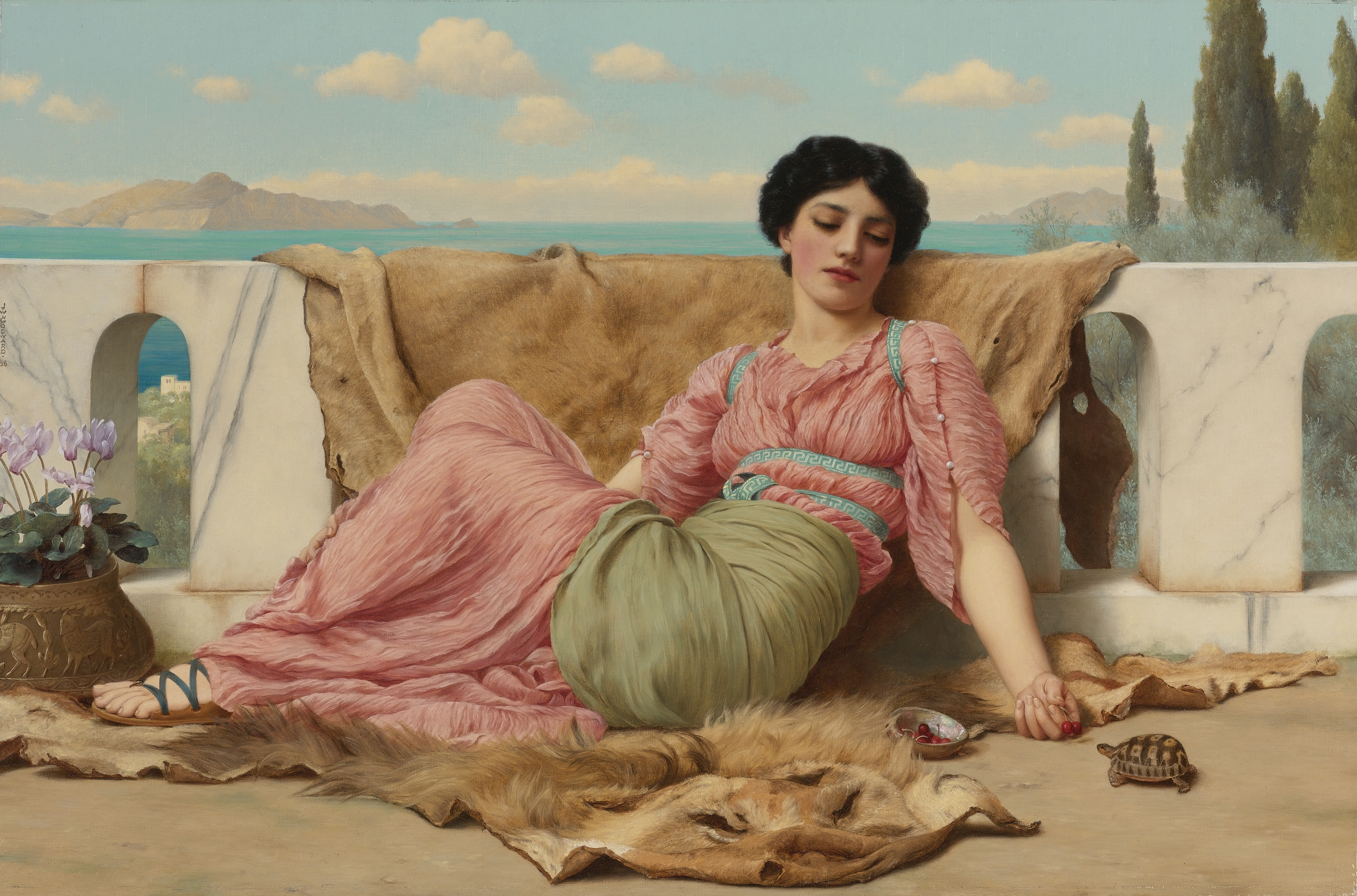
The quiet pet, 1906
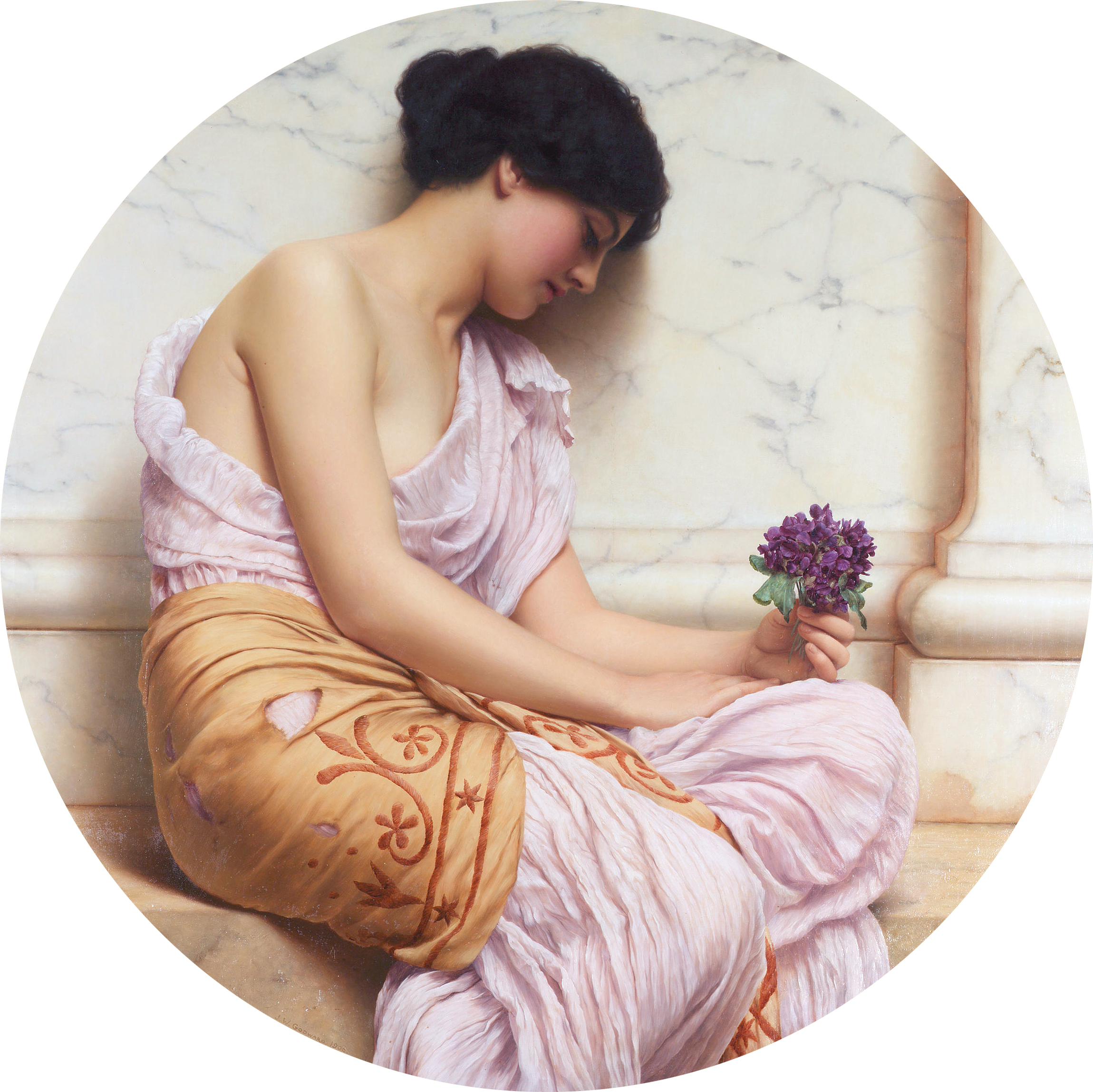
Violets, sweet violets, 1908
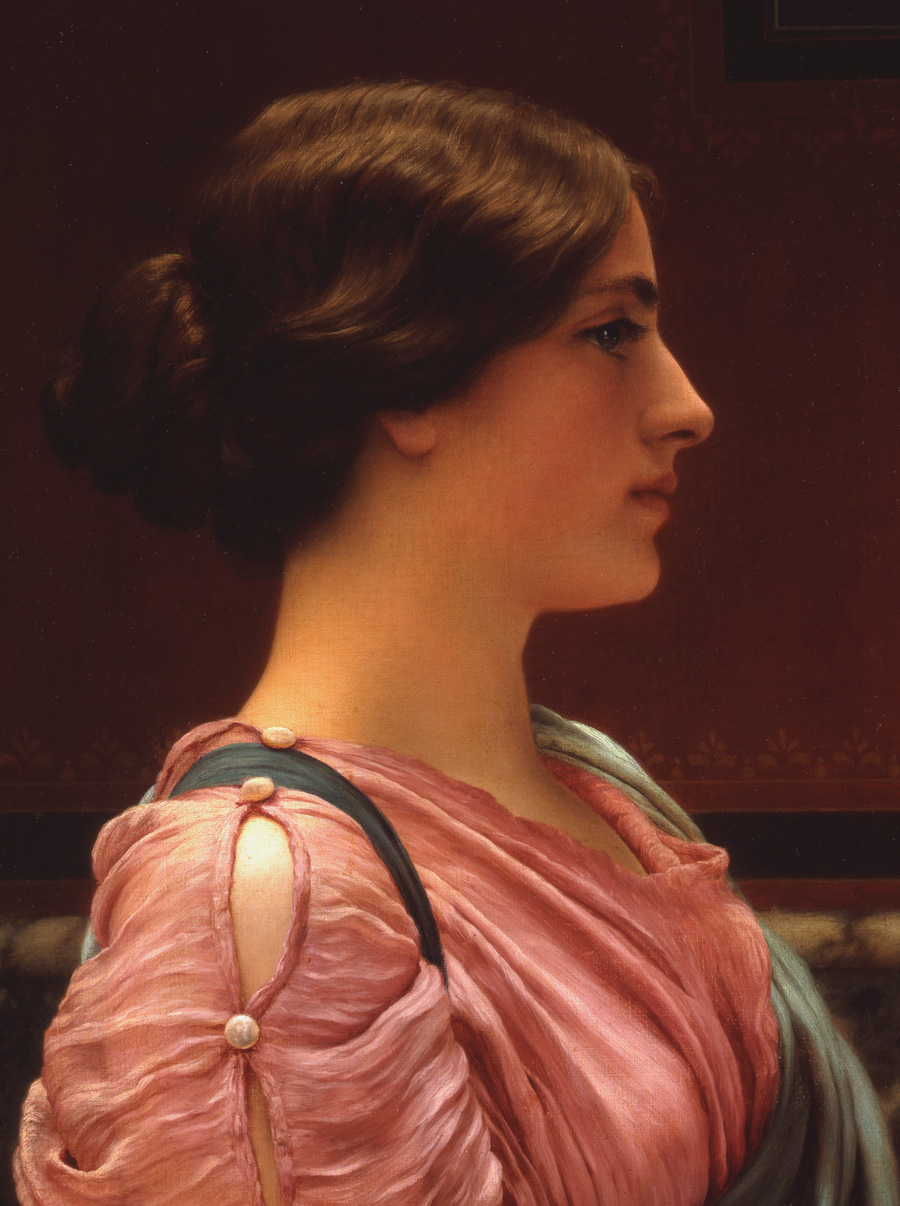
A Classical Beauty
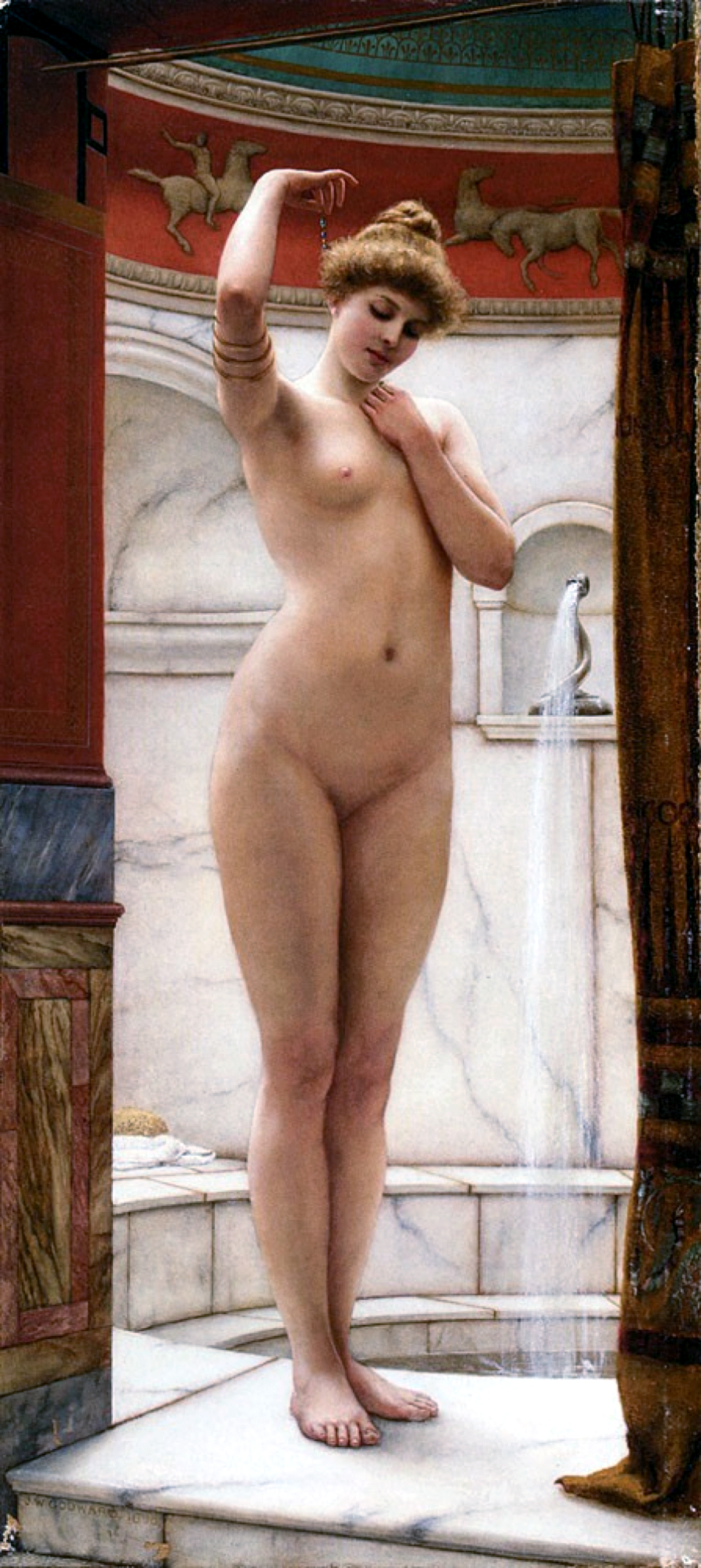
A Pompeian Bath, 1890
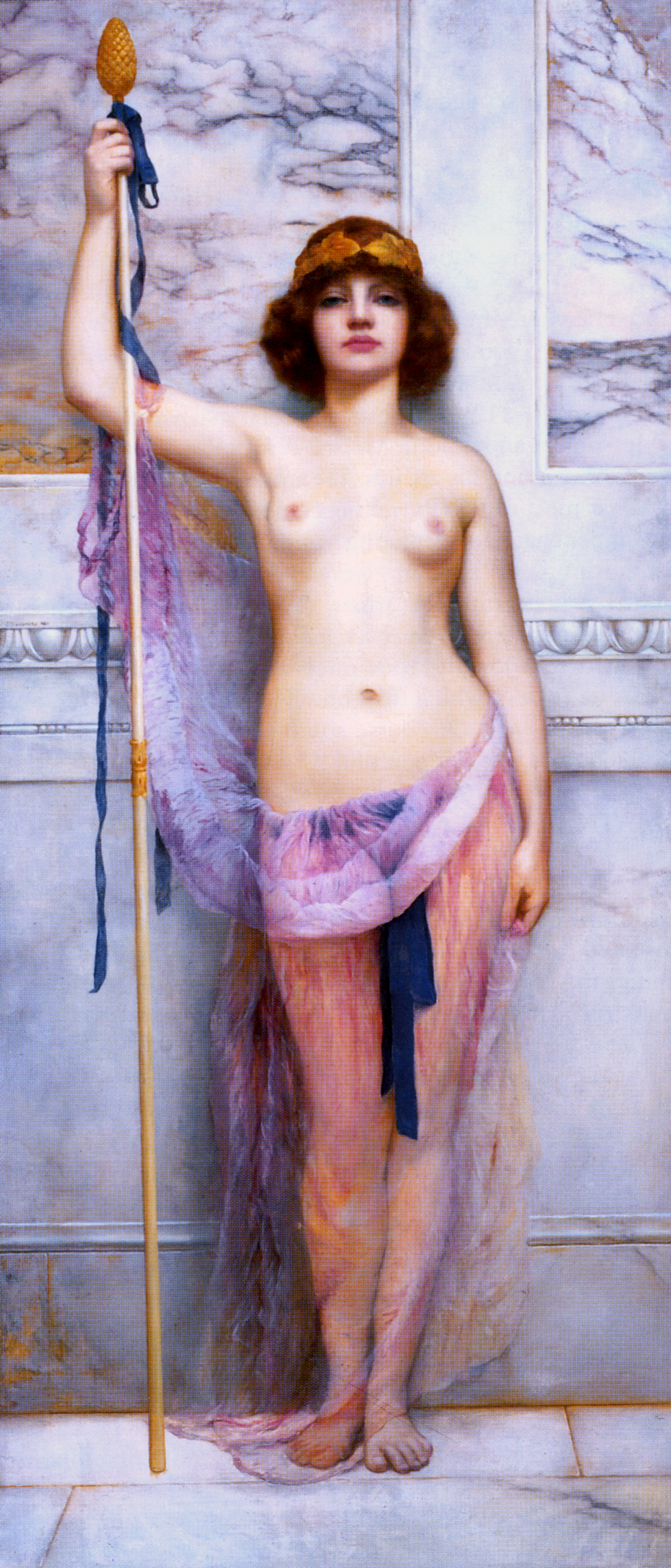
A Priestess 2 1893
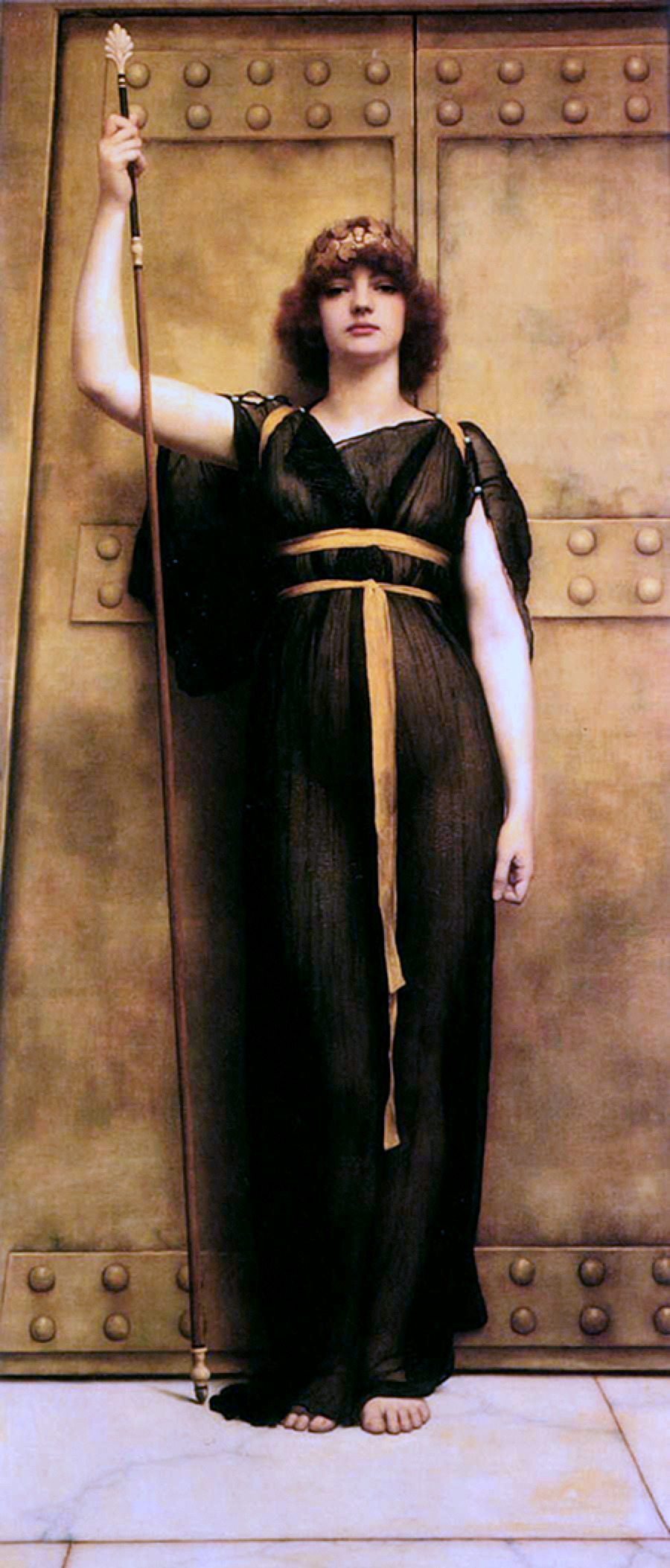
A Priestess, 1894
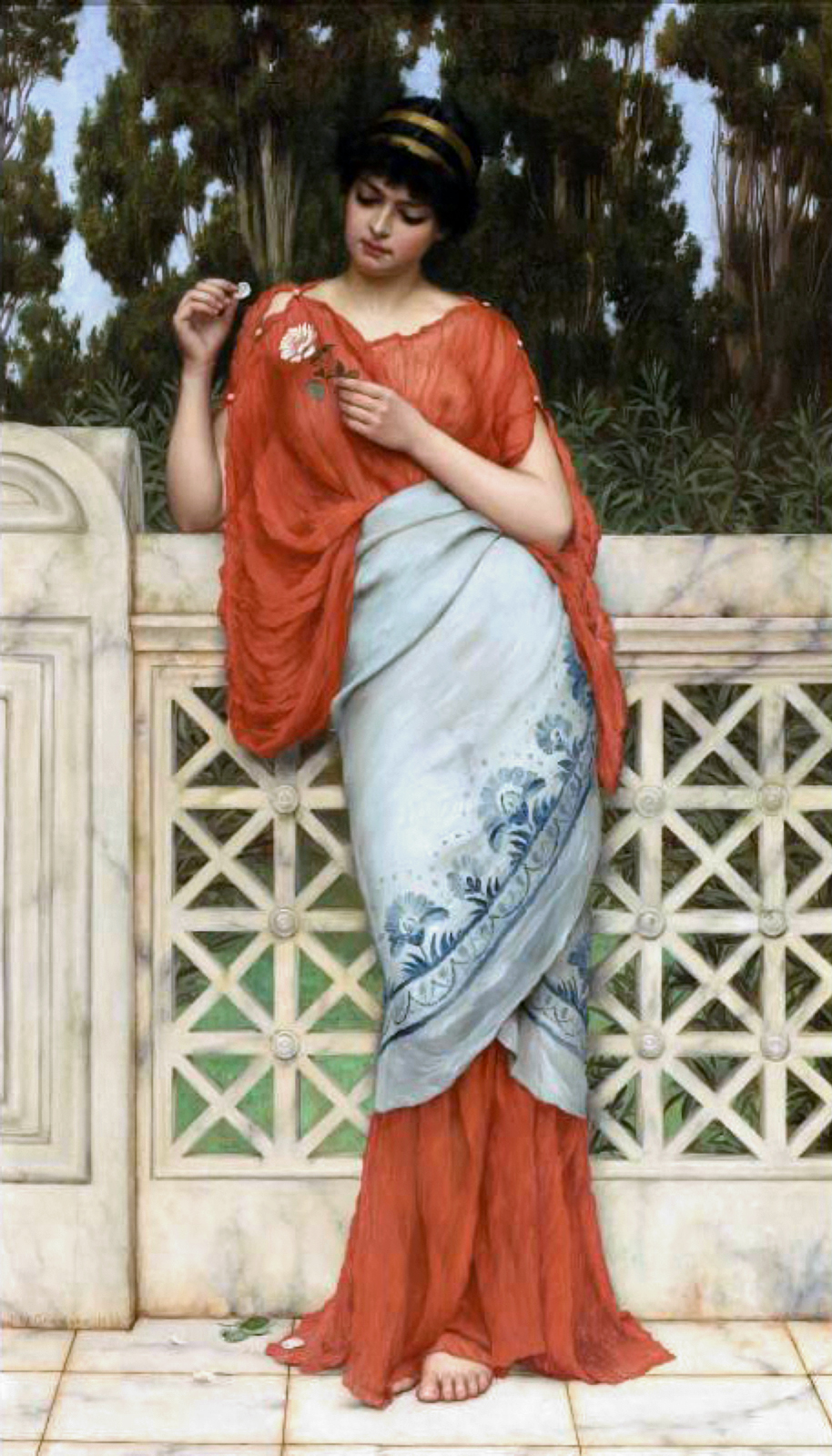
He Loves Me, He Loves Me Not, 1896
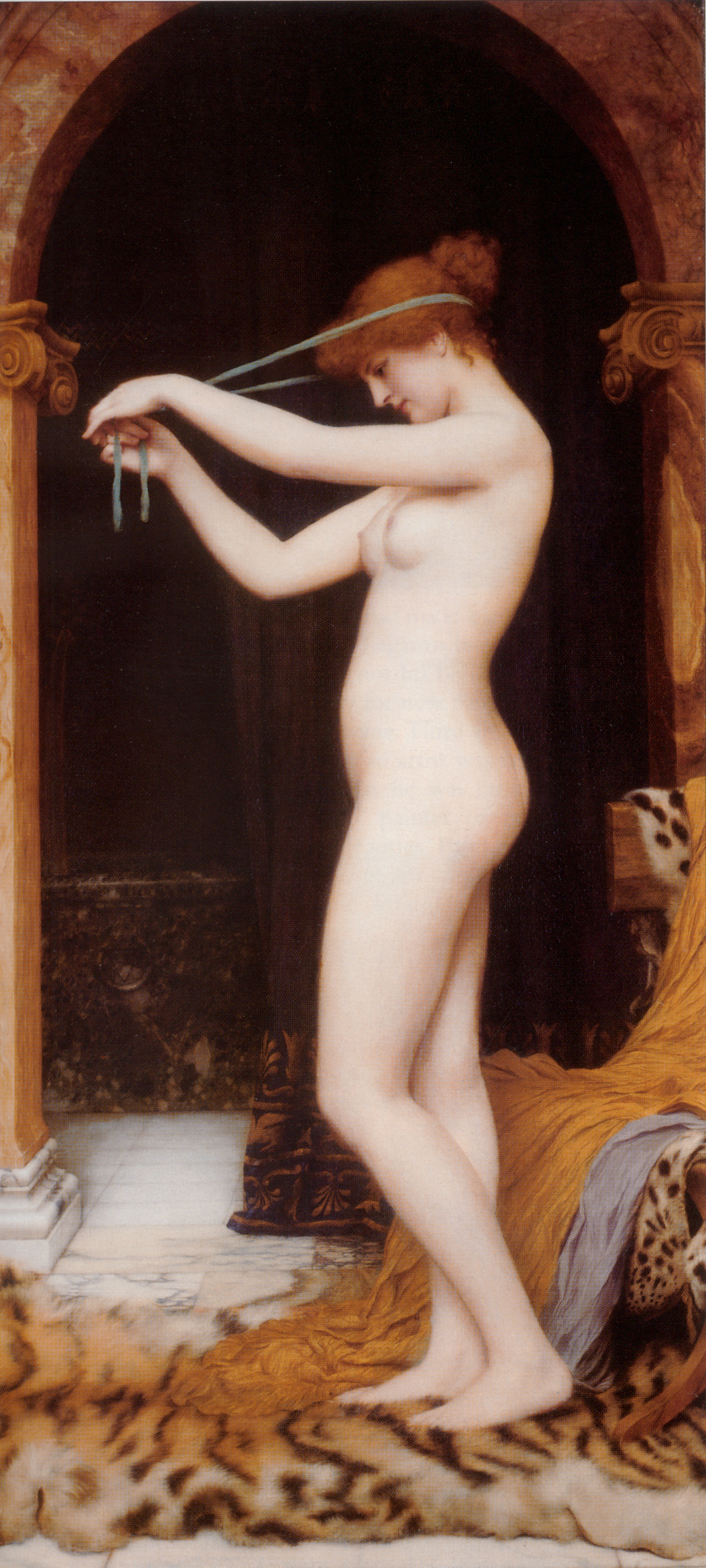
Venus Binding Her Hair, 1897
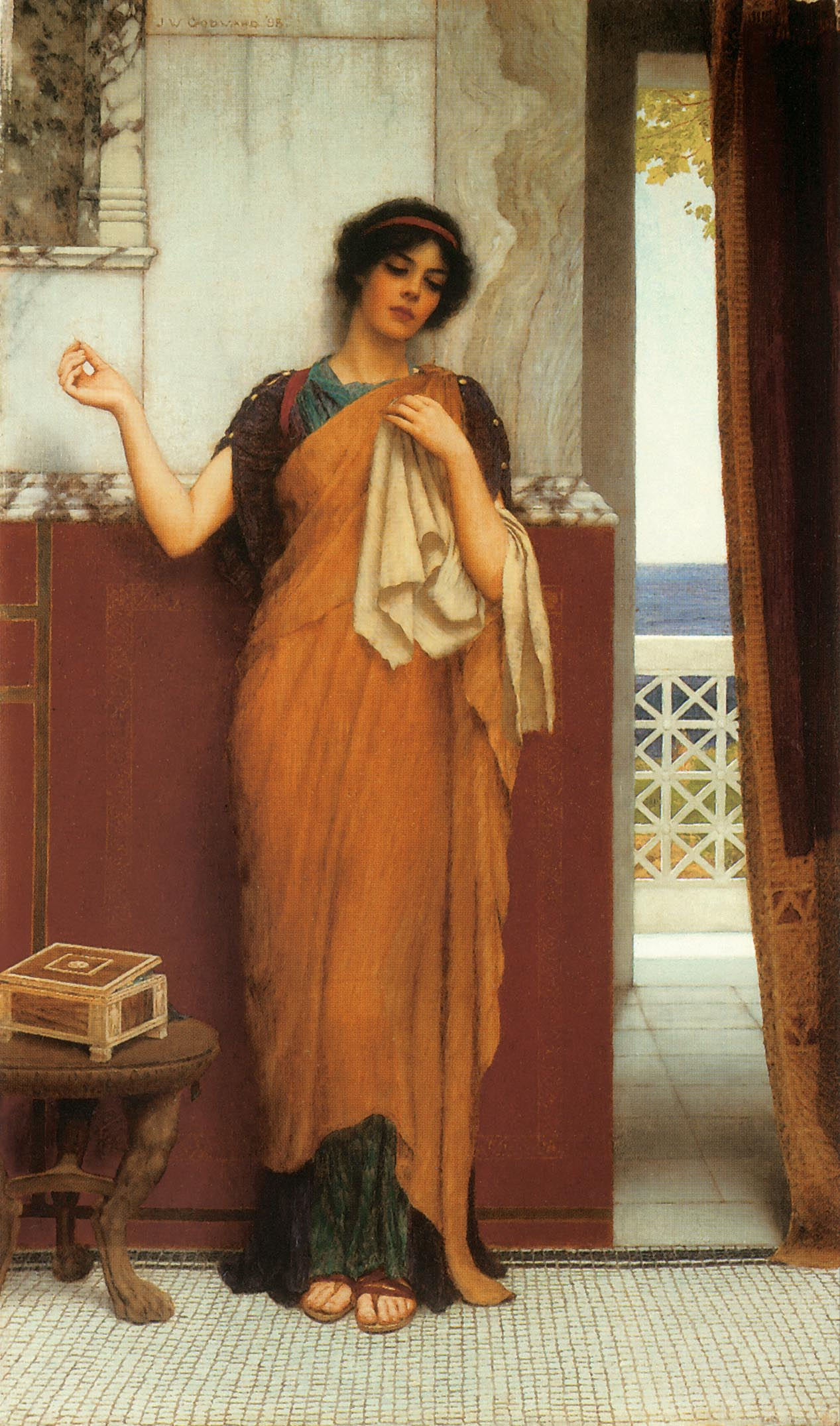
Idle Thoughts, 1898
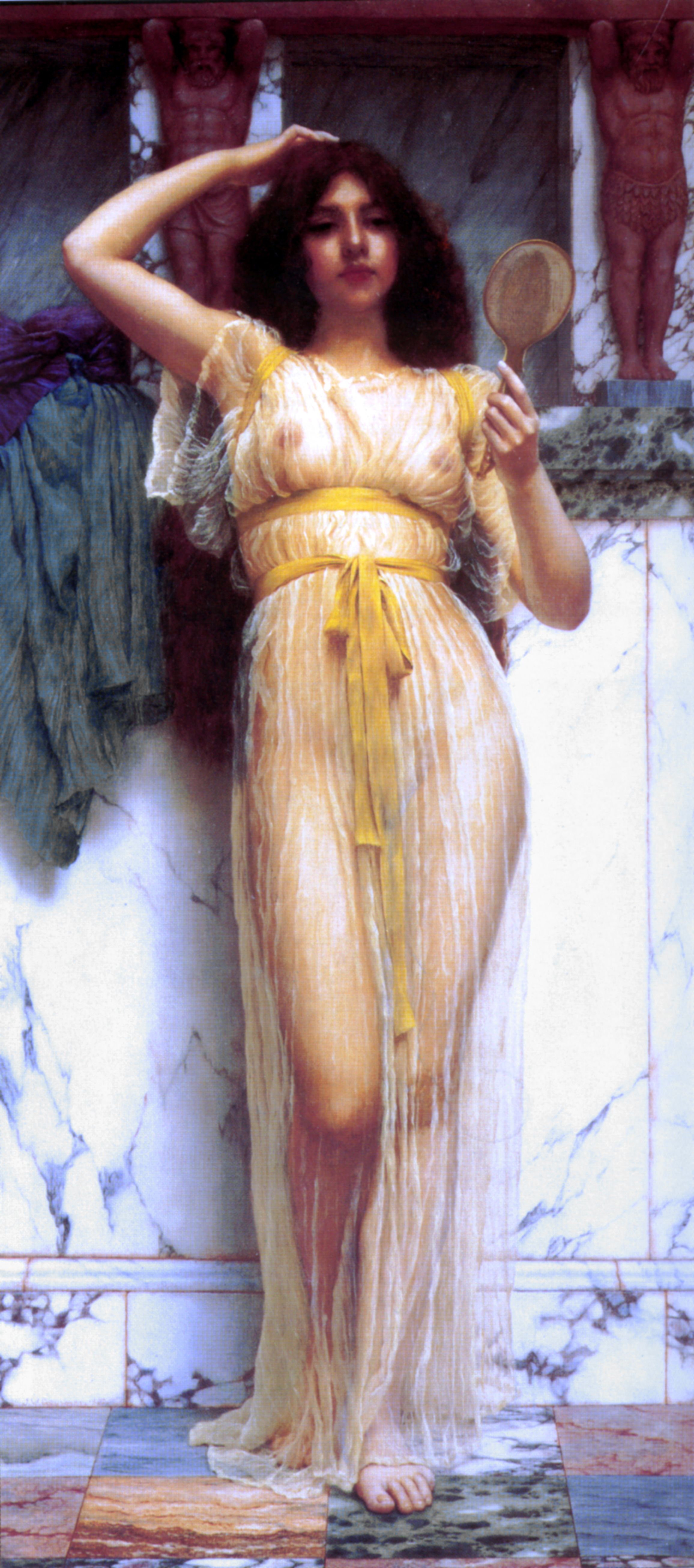
The Mirror, 1899
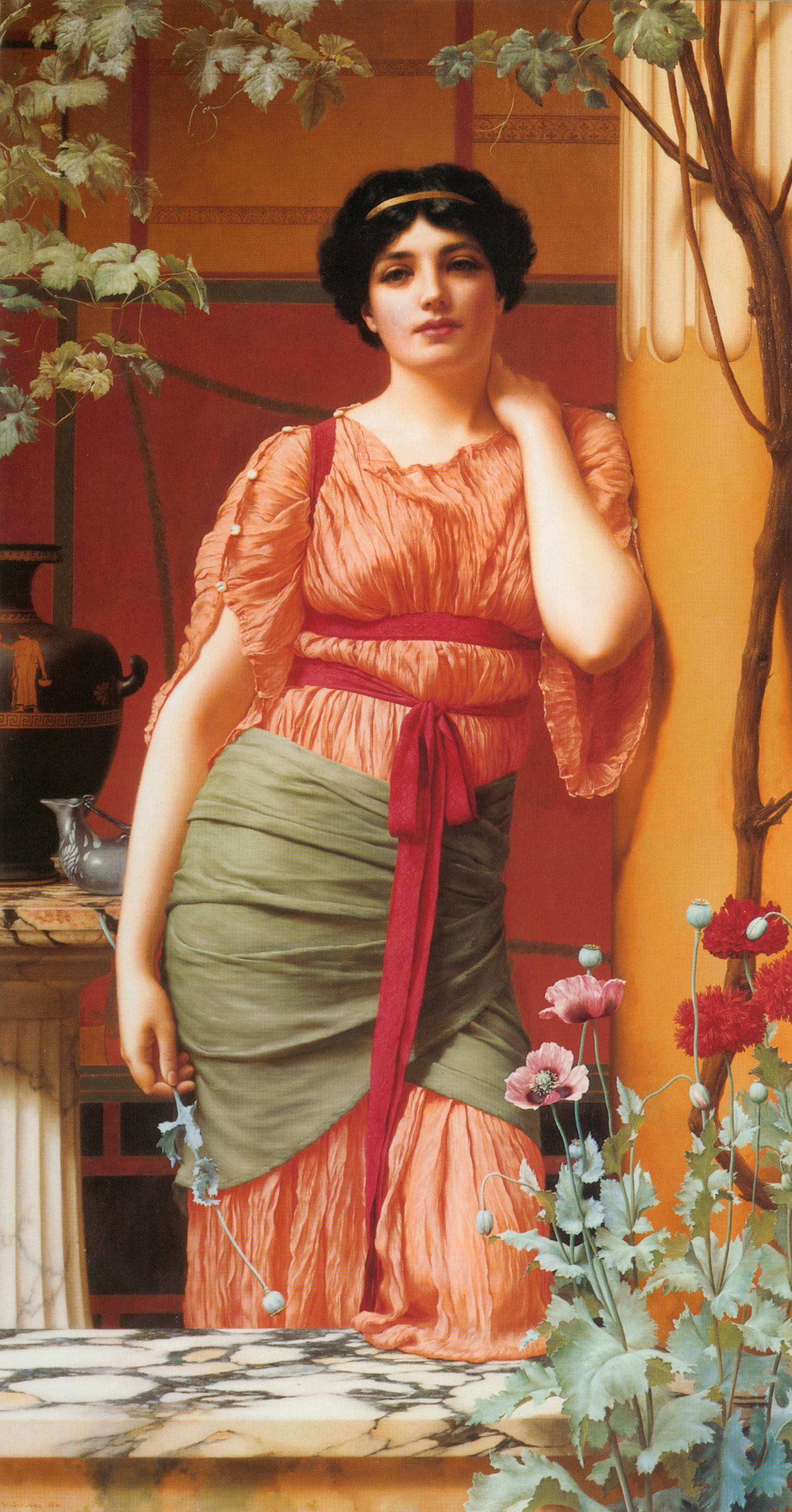
Nerissa (1906)
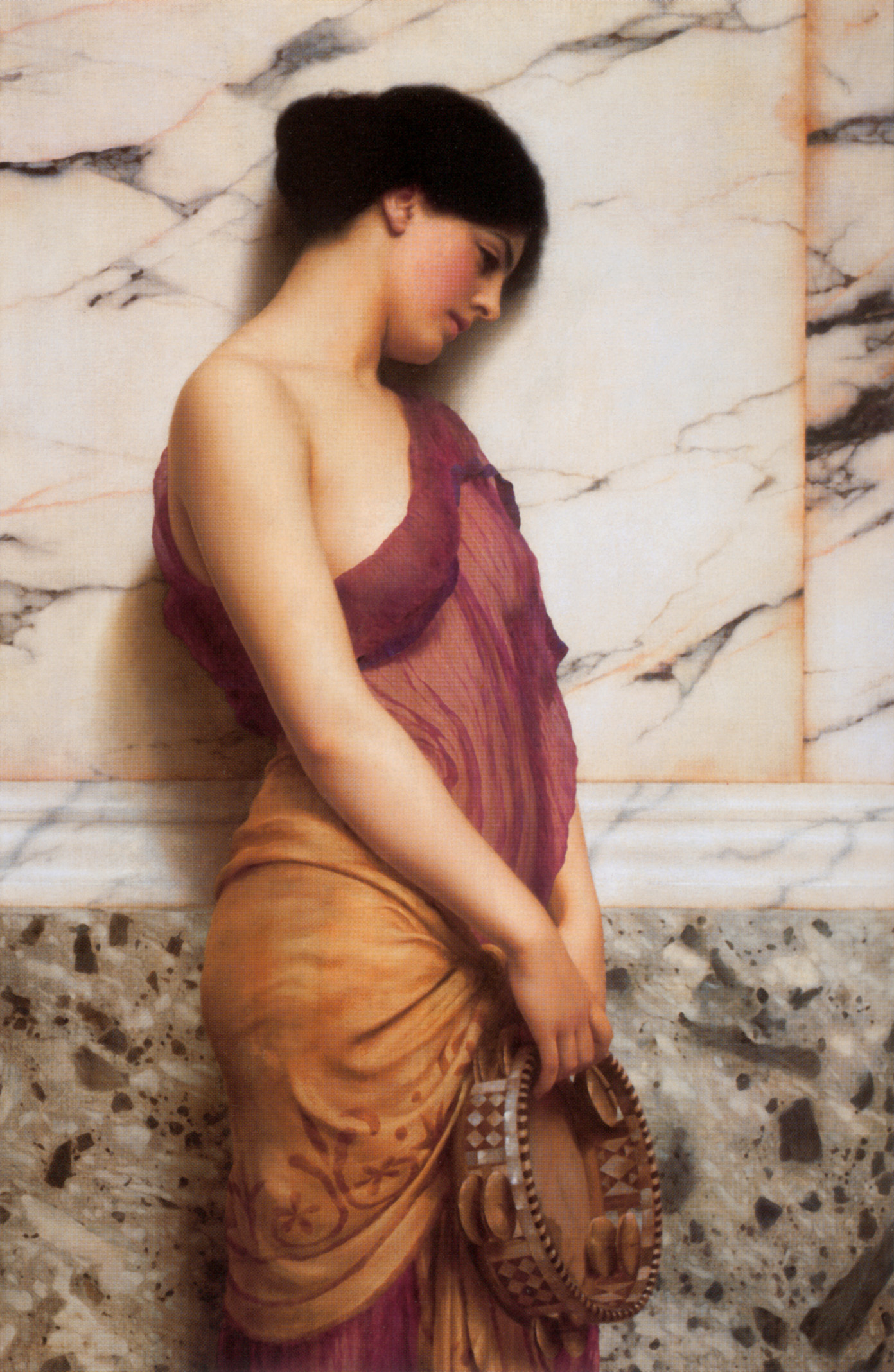
The Tambourine Girl, 1906
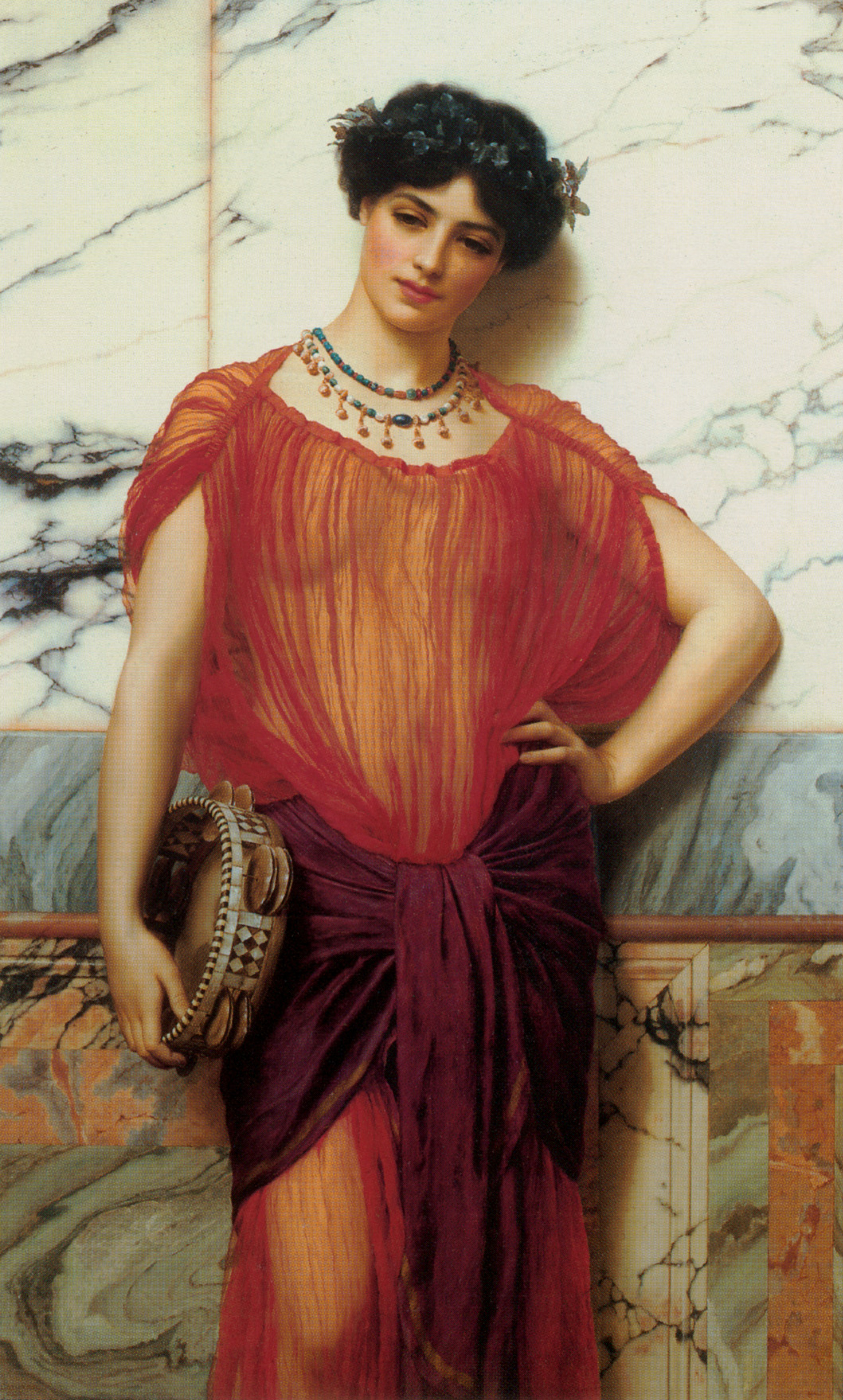
Drusilla, 1906
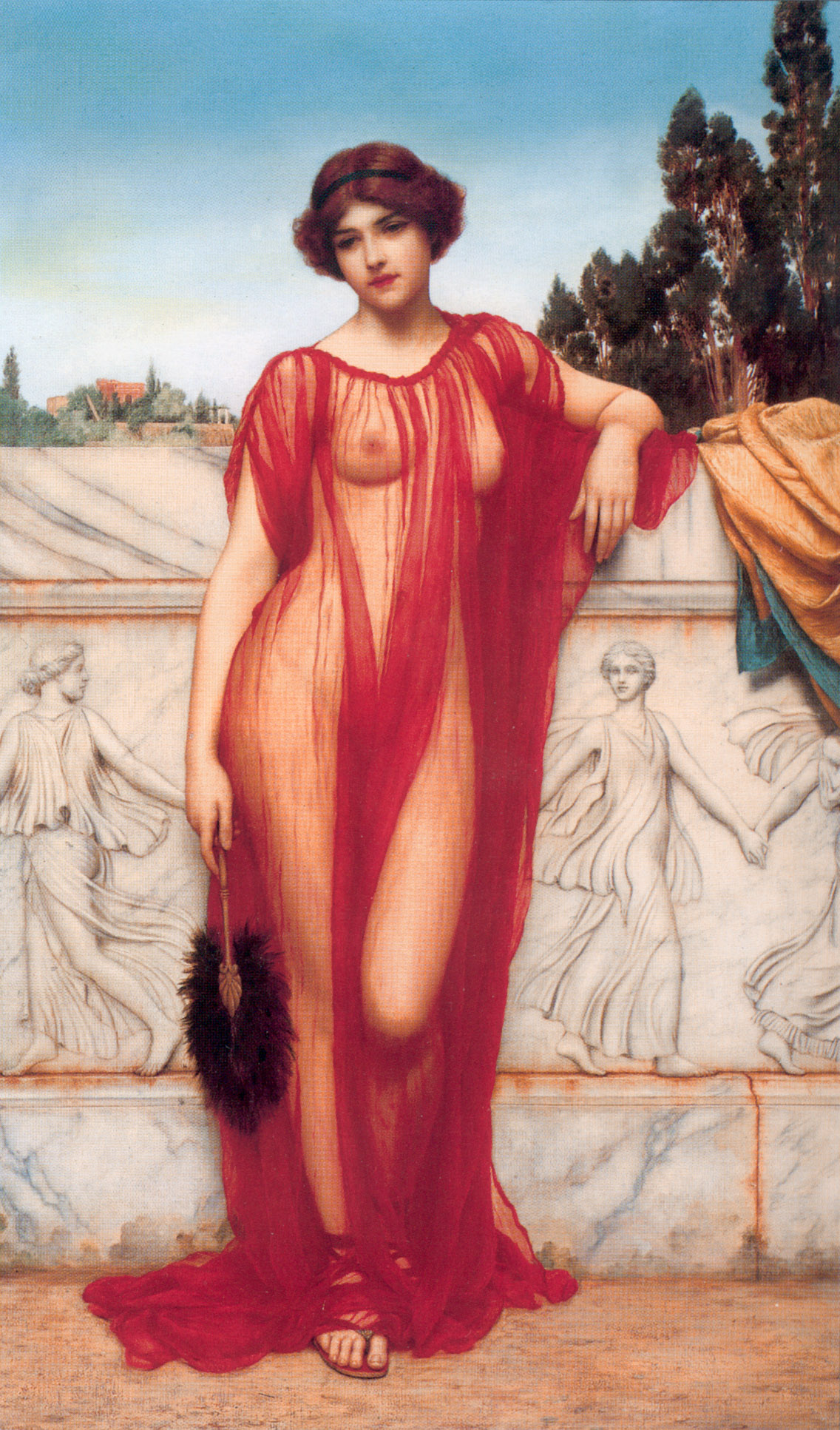
Athenais, 1908
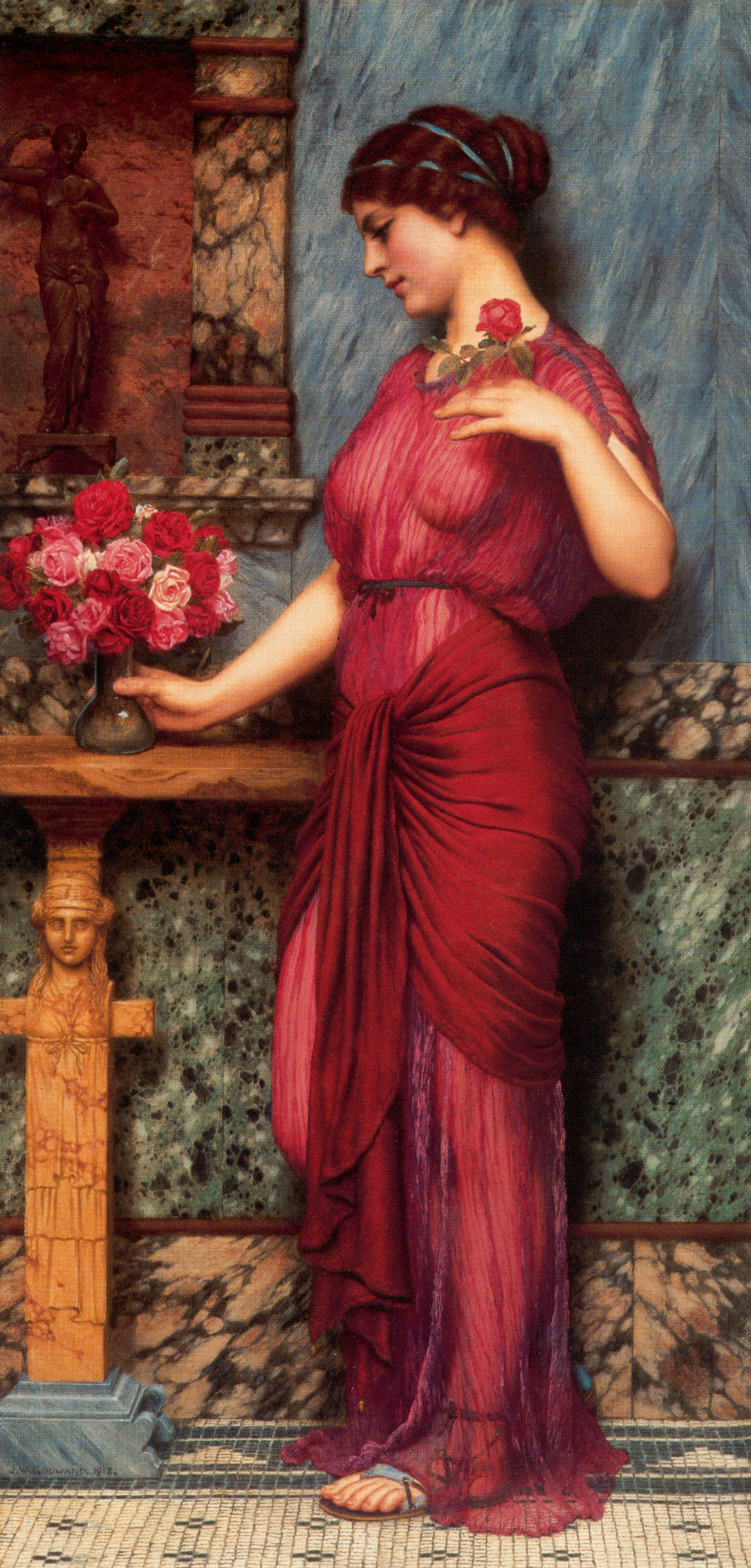
An Offering to Venus, 1912
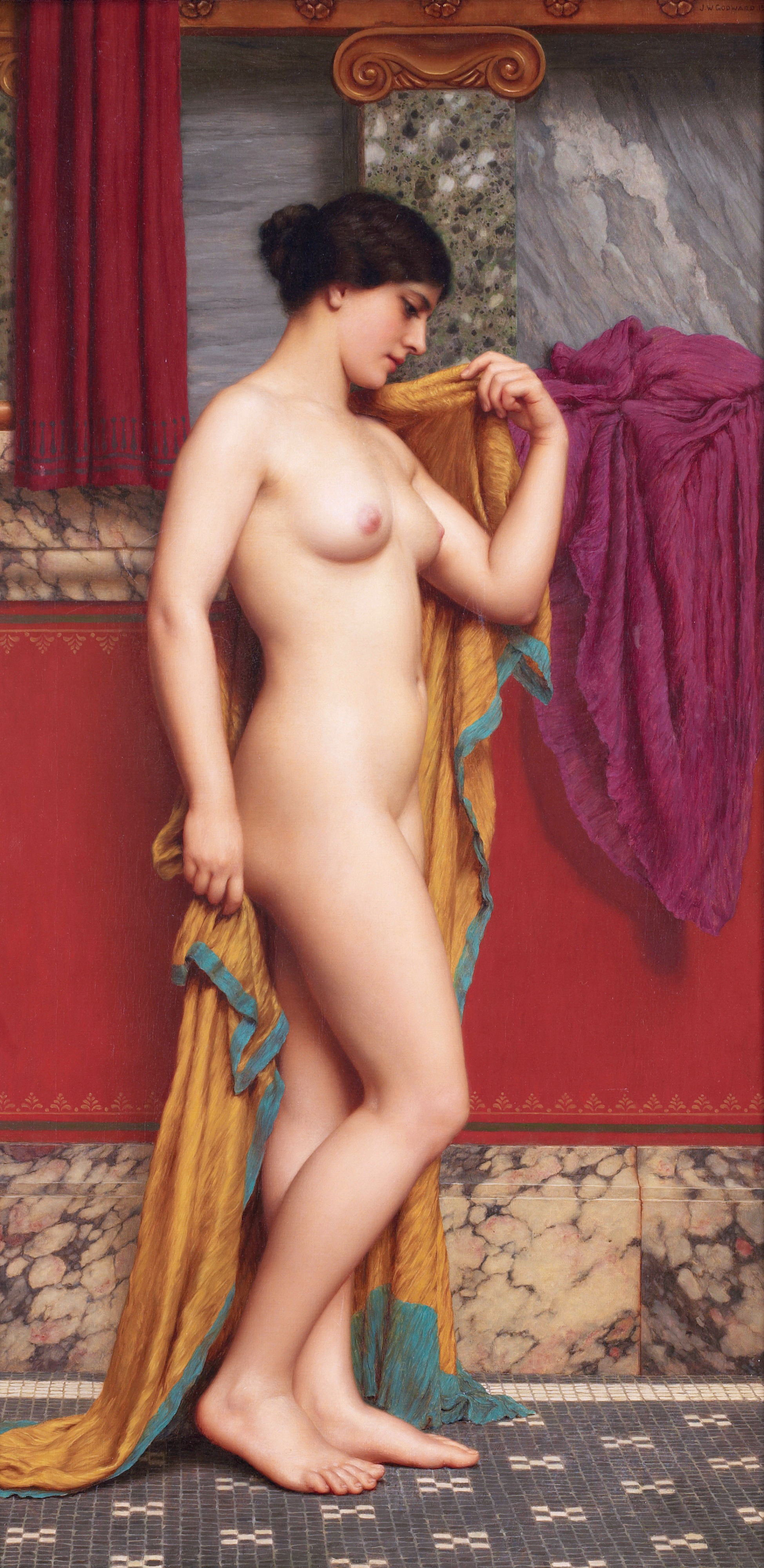
In the Tepidarium, 1913
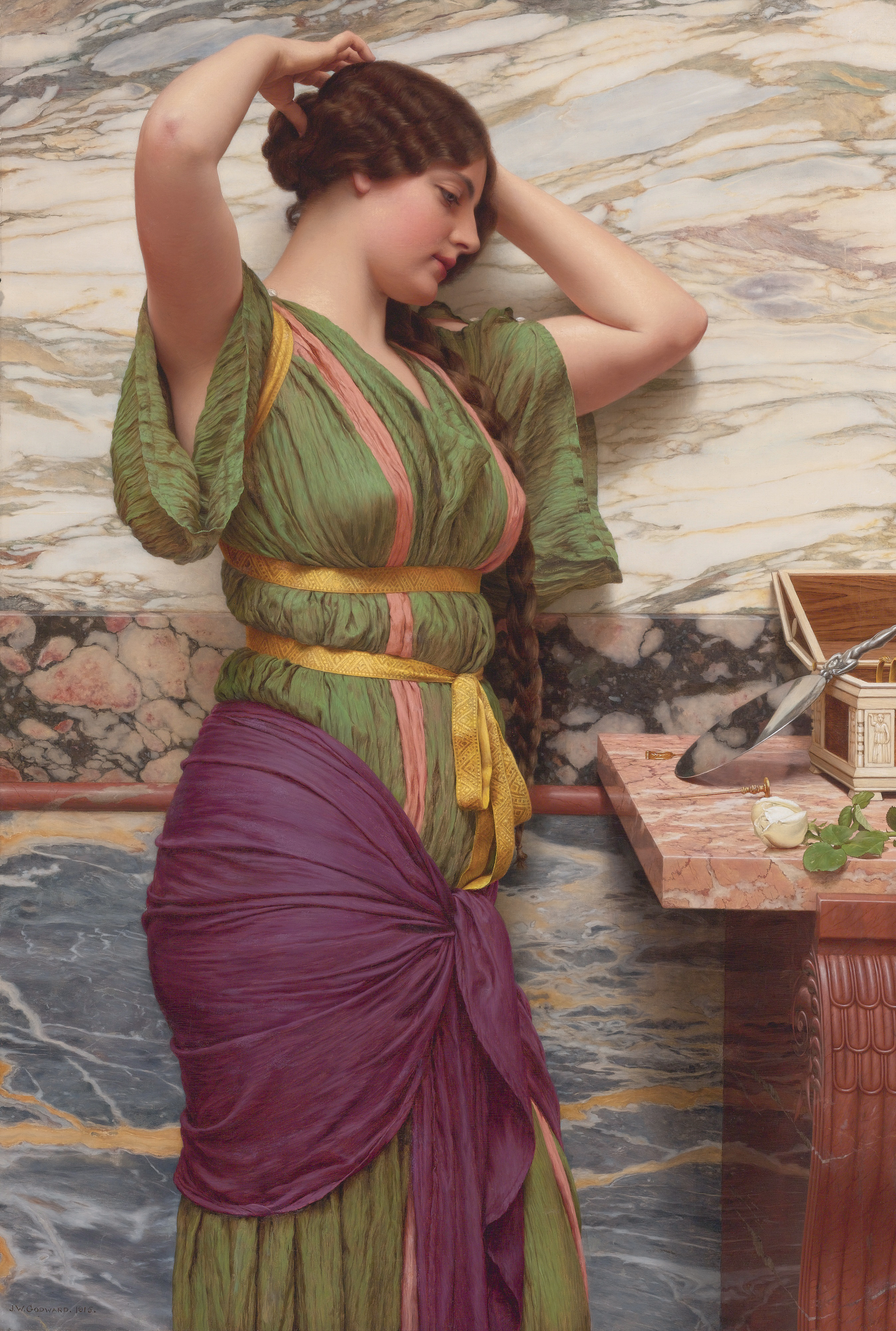
A fair reflection, 1915
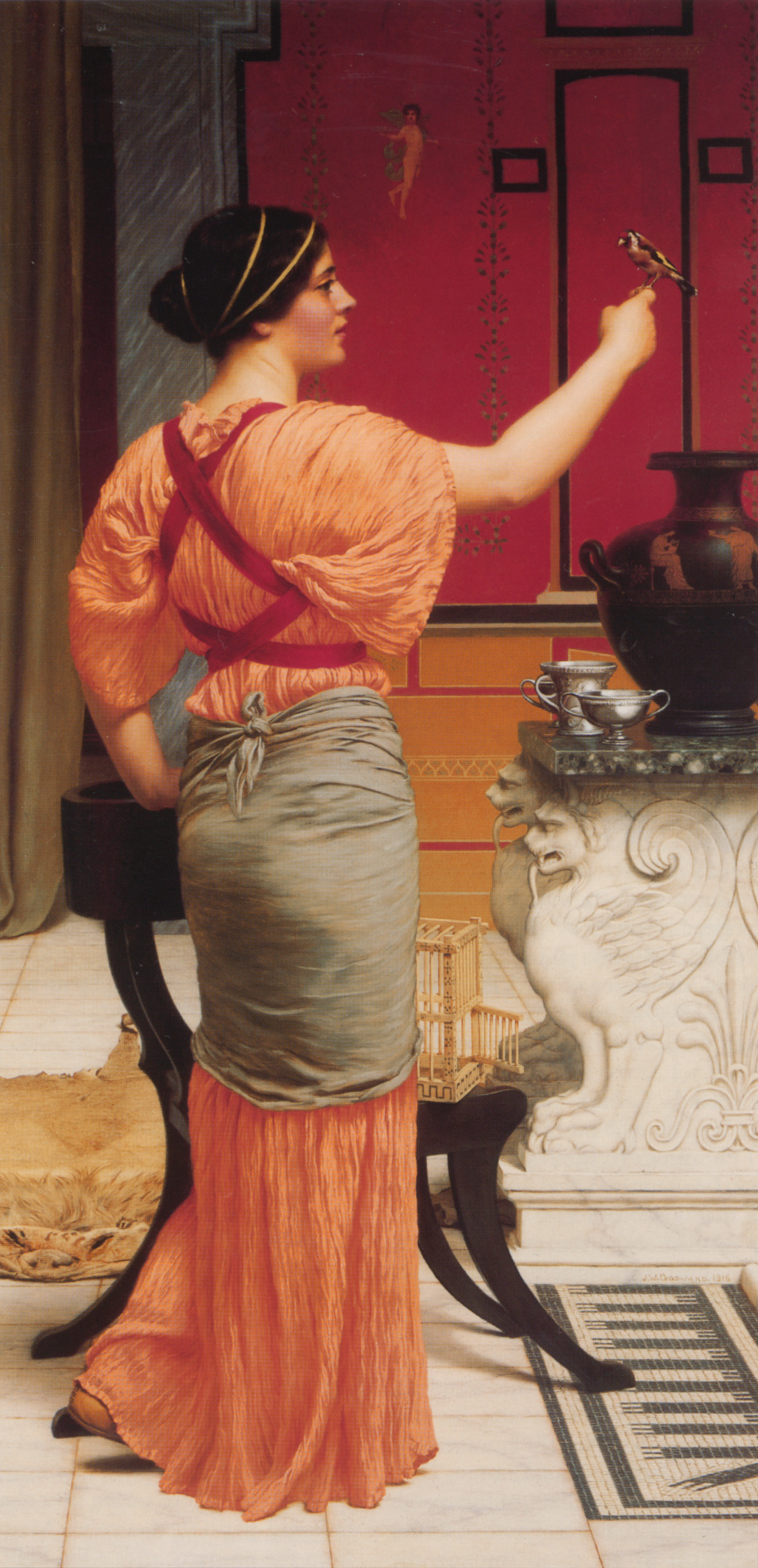
Lesbia with the Sparrow, 1916
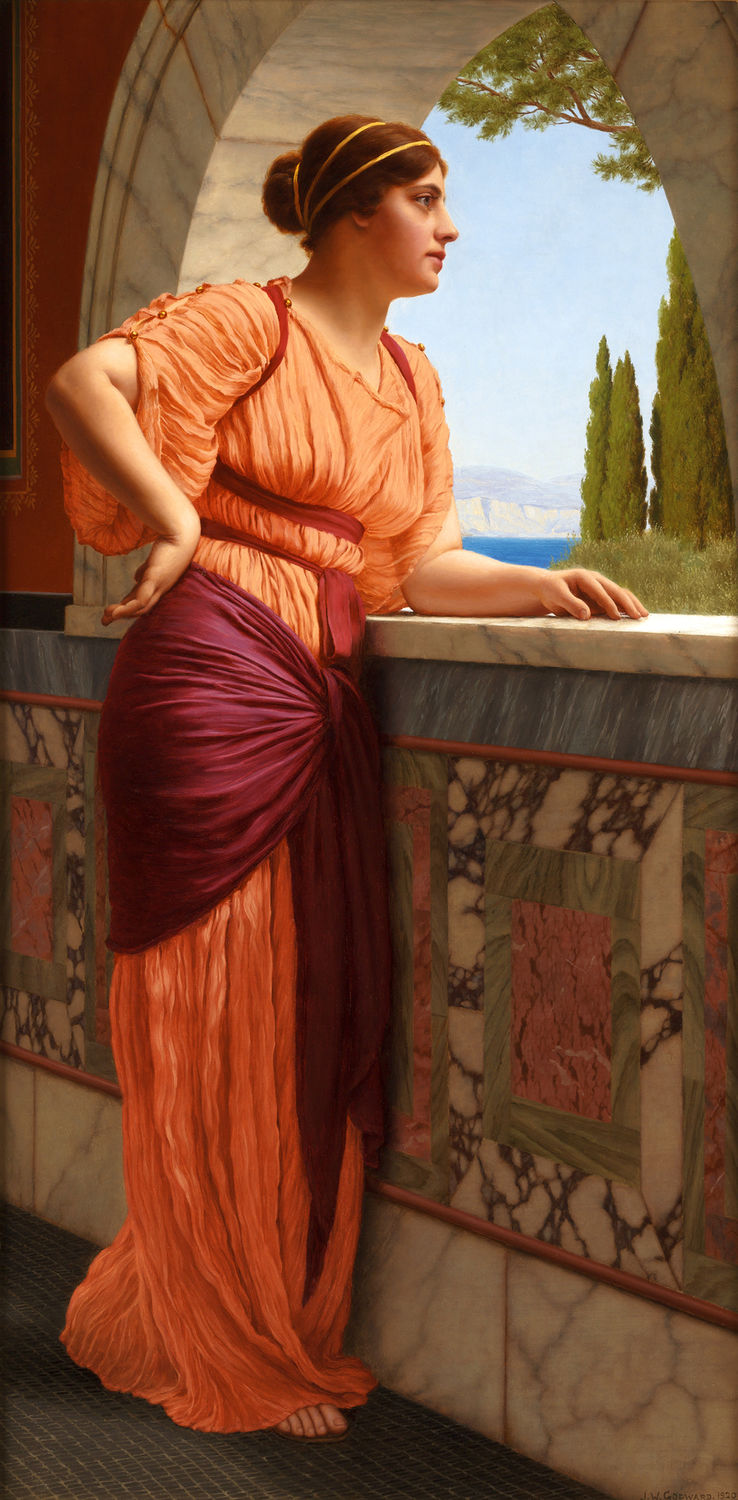
At the Window, 1920

La liste qui suit n'est pas exhaustive.
| v.1880-1881 - Portrait of Mary Perkington Godward v. 1882-1883 - Portrait of Mary Frederica Godward v.1883 - Country House in the 18th Century v.1887 - Expectation - Poppaea - Portrait of Harriet (Hetty) Pettigrew in Classical Dress - Portrait of Lillian (Lilly) Pettigrew in Classical Dress - A Yellow Turban v. 1887-1888 - Japonica - A Roman Head 1888 - A Beauty in Profile - An Eastern Beauty - The Engagement Ring - Flo - Ianthe - Lily - Threissa - The Tiff - Waiting for the Dance 1889 - Callirhoe - Grecian Reverie - A Greek Girl - Head of a Roman Woman - Ianthe - His Birthday Gift - Waiting For An Answer 1890 - A Pompeian Bath - Athenais - Flowers Of Venus 1891 - A Pompeian Lady - Innocent Amusement - The Sweet Siesta of a Summer Day 1892 - At The Garden Shrine, Pompeii - Classical Beauty - Far Away Thoughts (format paysage) - Far Away Thoughts (format portrait) - Leaning On The Balcony - The Betrothed - The Playground - With Violets Wreathed And Robe Of Saffron Hue 1893 - A Priestess (nu) - Reflections - Yes Or No 1894 - A Priestess | 1895 - Mischief And Repose - The Muse Erato At Her Lyre - Tigerskin (date incertaine) 1896 - Campaspe (nu) - He Loves Me, He Loves Me Not 1897 - Dolce Far Niente (première version) - Venus Binding Her Hair, by 1897 (nu) 1898 - At The Gate Of The Temple - Idle thoughts - On The Balcony (première version) - The Ring 1899 - The Bouquet - The Delphic Oracle - The Mirror - The Signal 1900 - Idleness - The Jewel Casket - The Toilet 1901 - At The Garden Door - Chloris - Girl In Yellow Drapery - Idle Hours - Sweet Dreams - The Favourite - The Seamstress - Venus At The Bath (nu) - Youth And Time 1902 - An Italian Girl's Head - Ionian Dancing Girl 1903 - Amaryllis - Summer Flowers - The Old, Old Story - The Rendezvous 1904 - A Melody - Dolce Far Niente (seconde version) - In The Days Of Sappho 1905 - A Greek Beauty - A Roman Matron - Flabellifera - Mischief 1906 - Drusilla - Nerissa - The Tambourine Girl (première version - le modèle fait face au spectateur) - The Tambourine Girl (seconde version - le modèle s'appuie contre un mur) 1907 - The Love Letter | 1908 - A Classical Lady - A Grecian Girl - Ismenia 1909 - A Classical Beauty - A Grecian Lovely (date incertaine) - At The Thermae (semi-nu) - Tympanistria 1910 - A Cool Retreat - Noon Day Rest - Reverie (première version) - Sappho 1911 - In Realms Of Fancy - On The Balcony (seconde version) 1912 - A Tryst - Absence Makes The Heart Grow Fonder - An Offering To Venus - By The Wayside - Reverie (seconde version) - Sabinella - The Peacock Fan 1913 - Golden Hours - In The Tepidarium (nu) - La Pensierosa - Le Billet Doux - The Belvedere 1914 - The Necklace - The New Perfume - Tranquility 1915 - In The Prime Of The Summer Time 1916 - Ancient Pastimes - By The Blue Ionian Sea - Lesbia With Her Sparrow 1917 - A Lily Pond - The Fruit Vendor - Under The Blossom That Hangs On The Bough 1918 - A Fond farewell - Sweet Sounds 1920 - A Red, Red Rose 1921 - Megilla 1922 - Contemplation - Nu Sur La Plage (un nu « moderne ») Date inconnue - Grape Vines - Ophelia - Time To Play |